# 台北國際電腦展覽會
台北國際電腦展（英語：COMPUTEX TAIPEI）是由中華民國對外貿易發展協會與台北市電腦商業同業公會聯手舉辦之國際型專業電腦展覽，前身為「台北市電腦展」，在臺北松山機場外貿協會展覽館進行展出；1984年，英文展覽名稱訂為「COMPUTEX」；1985年，外貿協會加入辦理展覽的行列後，正式冠上「國際」之名，走向國際舞台。
在台北世界貿易中心啟用後，1986年起就固定在此展出，並且於1989年正式成為亞洲第一大電腦展。隨著展覽規模陸續擴增、展覽館紛紛啟用的情況下，2003年，在台北世貿三館正式納入展區後，形成四展館同步展出的局面, 並在2004年成為當時世界第二大國際電腦展，至今已成功辦理39屆。曾經與已停辦的CeBIT及COMDEX是公認的全球最重要三大電腦展。

## 發展簡要

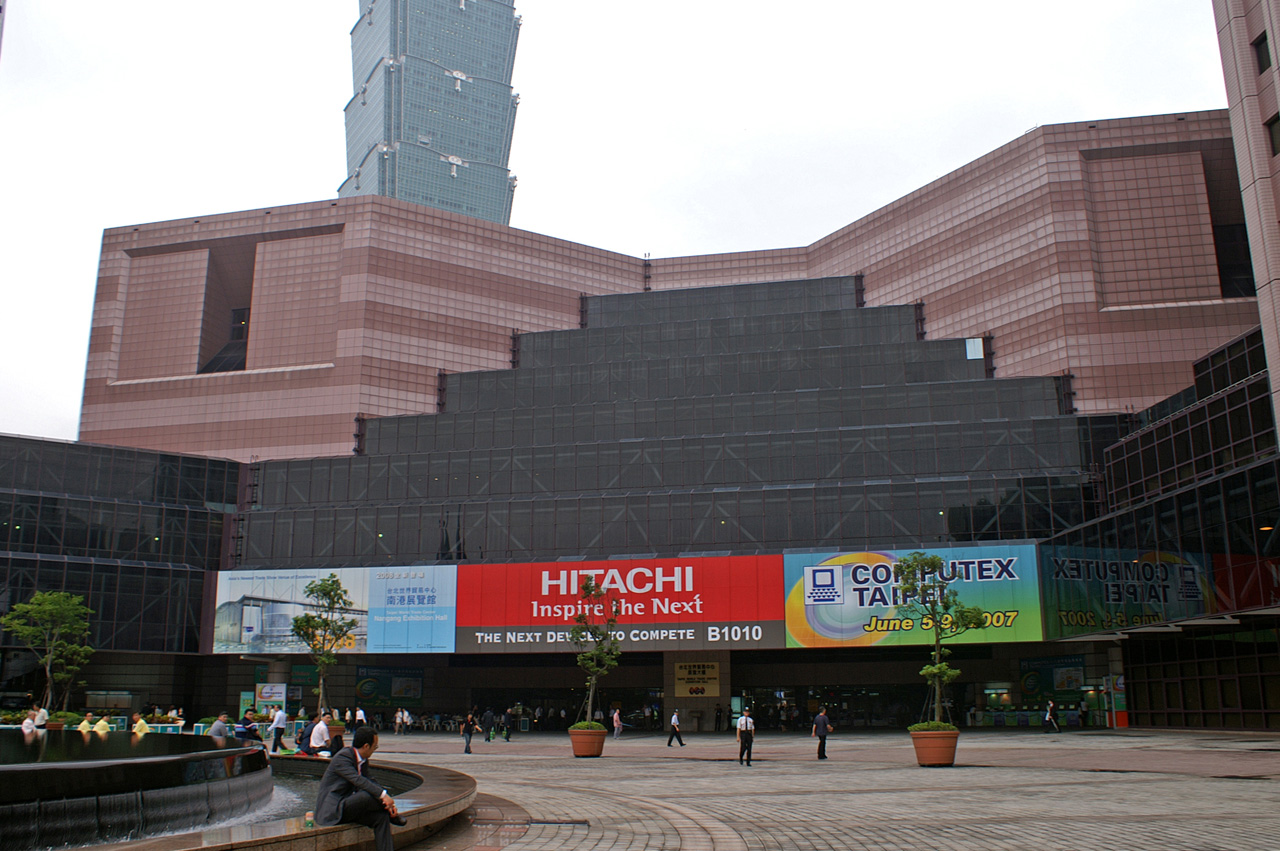
基隆路廣場一景，玻璃牆上貼著廠商的贊助廣告

COMPUTEX是為當年台灣正在發展中的電腦（資訊）產業的中小企業而設，讓投入電腦產業的中小企業有機會向國際買主展露他們的資訊產品；第四屆（1984年）時，台北市電腦商業同業公會理事長施振榮決議將本展覽的英文名稱正名為「COMPUTEX TAIPEI」，宣示台灣電腦硬體產業的地位。
到了1990年代初，台灣的資訊技術產業起飛，台北國際電腦展的規模持續提升。在第八、九屆重新啟用松山機場的外貿協會展覽館時，台北國際電腦展躍升為世界第三、亞洲第一的電腦展。
後來，在台北國際會議中心、台北世貿二館、台北世貿三館的陸續啟用與規模擴增，加上美國拉斯維加斯的COMDEX展在2001年─2002年開始走下坡的情況下，台北國際電腦展在2003年將台北世貿三館納入展區後，成為僅次於德國CeBIT展之外的全球第二大電腦展（依展地面積、攤位數、參展廠商數、參觀人次等指標計算）至今。
而在展覽期間，各國大廠都會舉行新產品、新技術的發表，進而引起各國媒體記者、電腦技術人員、財經分析師的注意，也是一項重要的指標；甚至也有廠商租借官方展區外的鄰近商場與飯店，為自己的產品進行宣傳。

## 展覽特點

### 入場管制措施

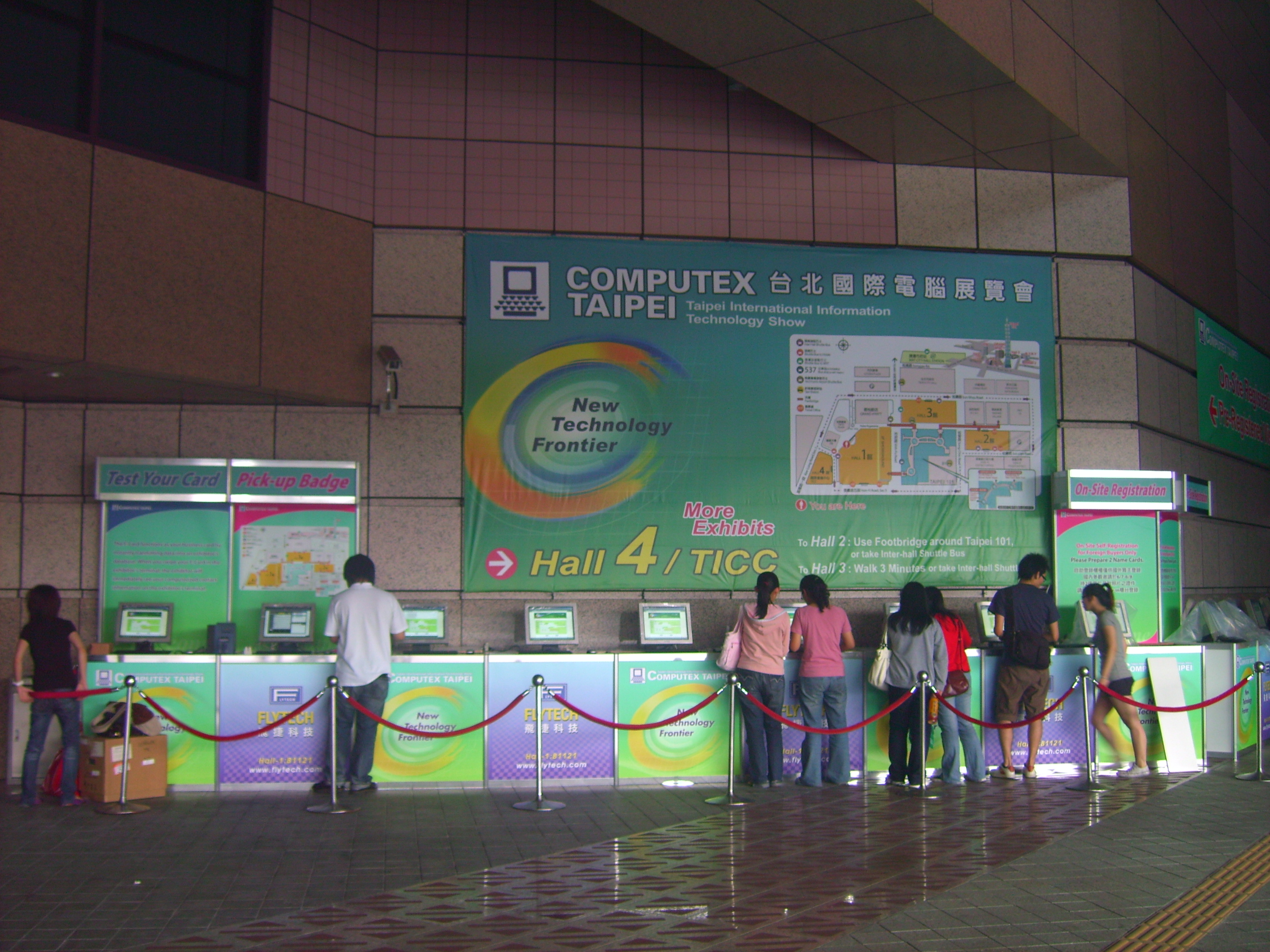
透過買主登錄的機制，可以讓主辦單位與廠商更能精確掌握相關資訊。

為了提升展覽的品質，在入場管制方面有分成以下三種參觀日：
- 國際買主交易日：在該期間，只提供國際買主參觀的開放時段，是在2005年起，為了顧及國際買主採購下單的品質而設計，通常稱之「Buyers' Day」，而自2007年開始，國際買主交易日改成展覽的第一、二日。
- 國內同業參觀日：與上者「國際買主參觀日」合稱「業者參觀日」，除了上述的限制以外，展覽第三天起另外也開放國內業者登錄入場參觀。
- 一般民眾參觀日：只有在展覽的最後一日實施，開放18歲以上之民眾購票參觀。

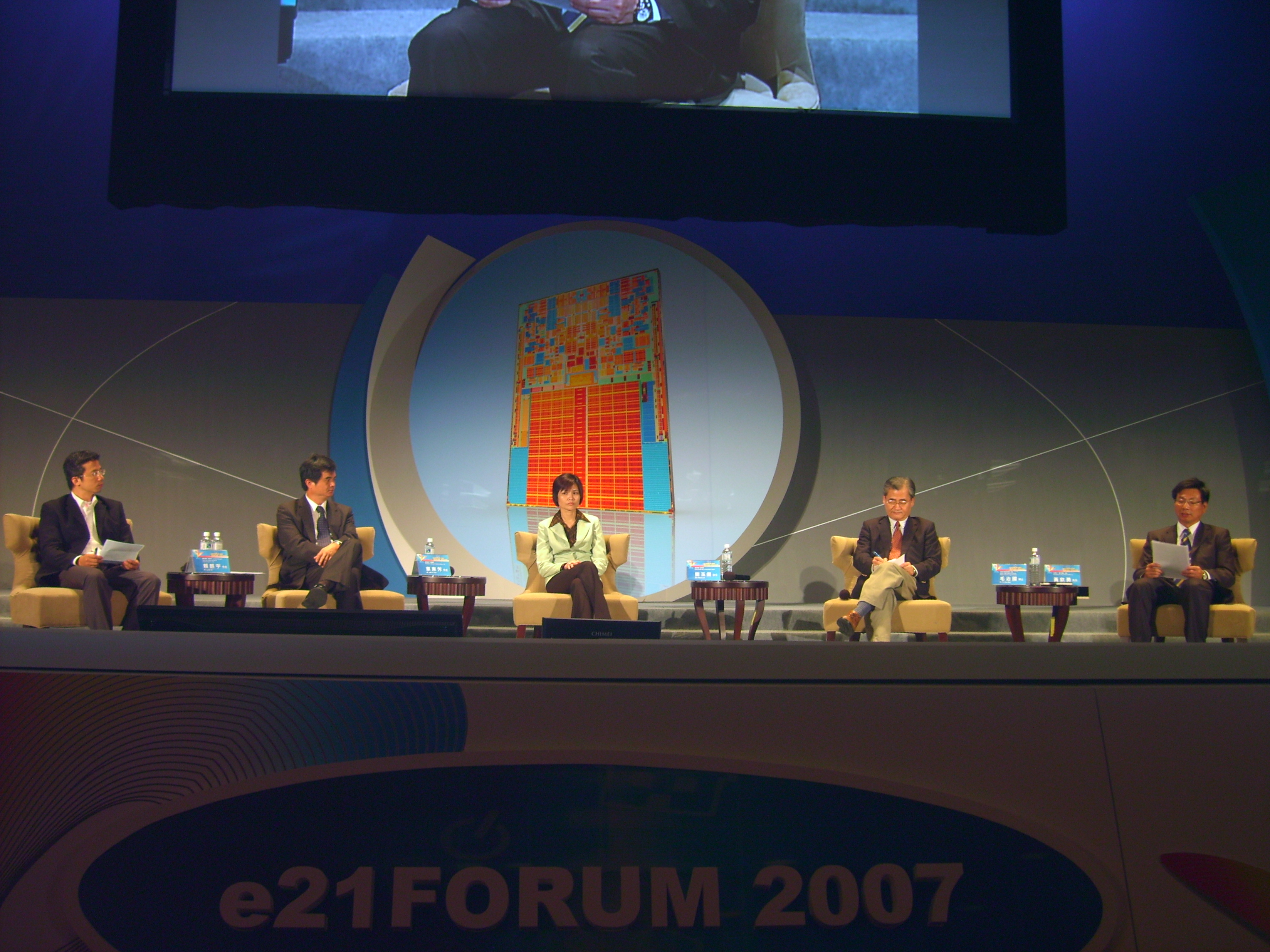
展覽中的所有研討會與論壇相當受歡迎。

### 研討會與論壇
COMPUTEX期間舉辦的研討會與論壇，例如由外貿協會舉辦的大會官方論壇活動「COMPUTEX Forum」、Intel及Microsoft分別辦理之大型論壇，一向是國內外各家廠商與買主矚目的焦點，議題會隨著當時的產業發展趨勢的改變，進行不同議題的研討會，通常也會有廠商自辦的研討會，在展覽期間同步進行。

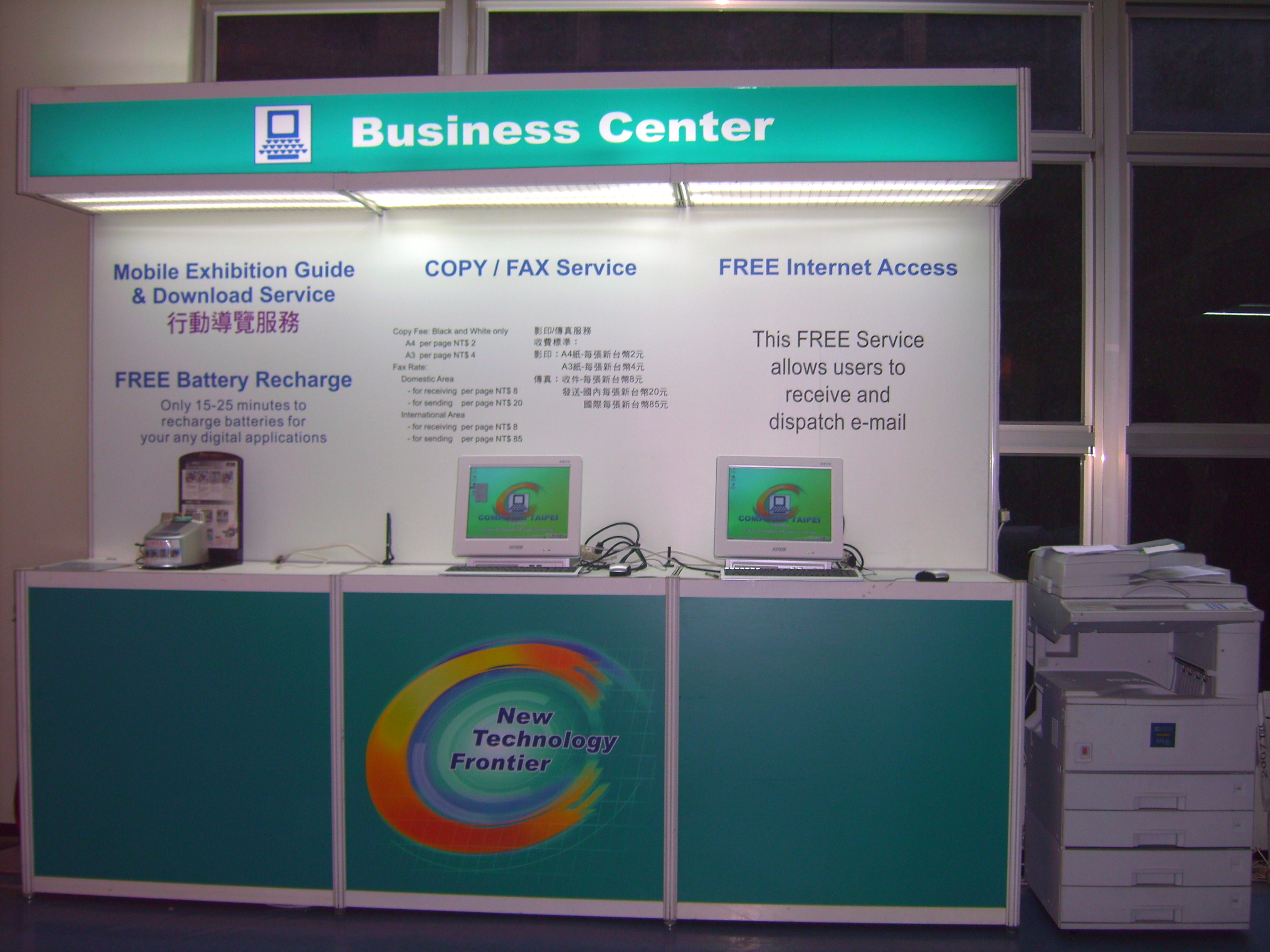
買主商務中心

### 國際買主服務
主辦單位除了設置買主洽談區，另外設置買主登錄區，讓預先登記或現場登記的買主，可以登記換證並且入場參觀展覽。
不同於往年的買主設施，在2007年，台系老字號POS 製造廠兼首間POS上市公司 - 飛捷科技也首度贊助買主登錄區、買主休息區、商務中心的嵌入式電腦設施，也開啟了國內外銷廠商，贊助買主相關設施的首例。

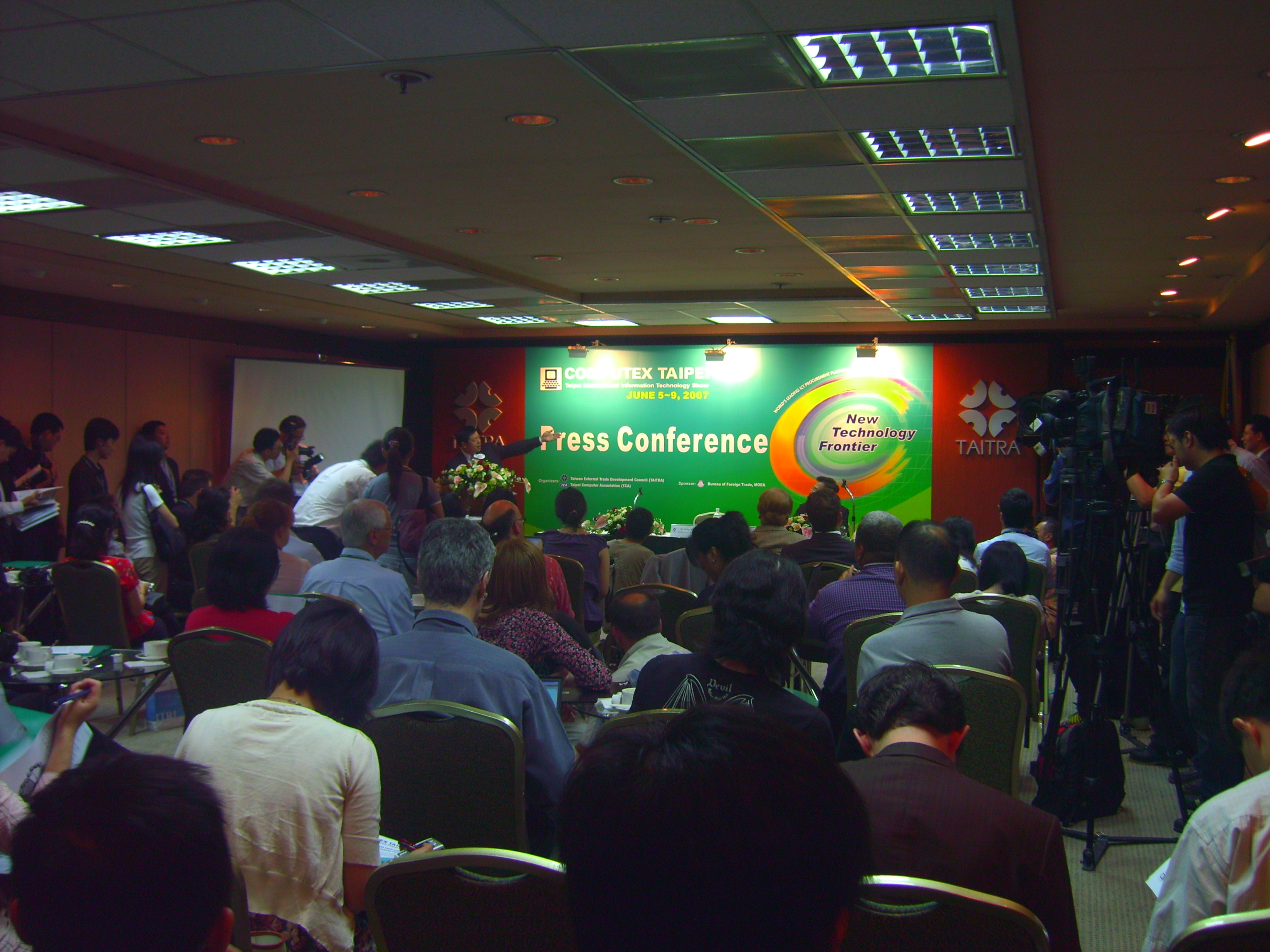
記者會的提前進行，對於展覽是一項加分

### 展覽網站的設立
早先於1996年，外貿協會建構展覽線上網站www.ComputexTaipei.com.tw，起初以提供展覽簡介、參展廠商索引、展覽活動表、買主預先登記表、旅遊訊息、台北流行站、新產品介紹與媒體園地等八大項目作為主軸。但在電腦公會架設Computex.biz後，性質重疊與名稱使用的問題也開始浮現。

### 外銷產品展示與選拔

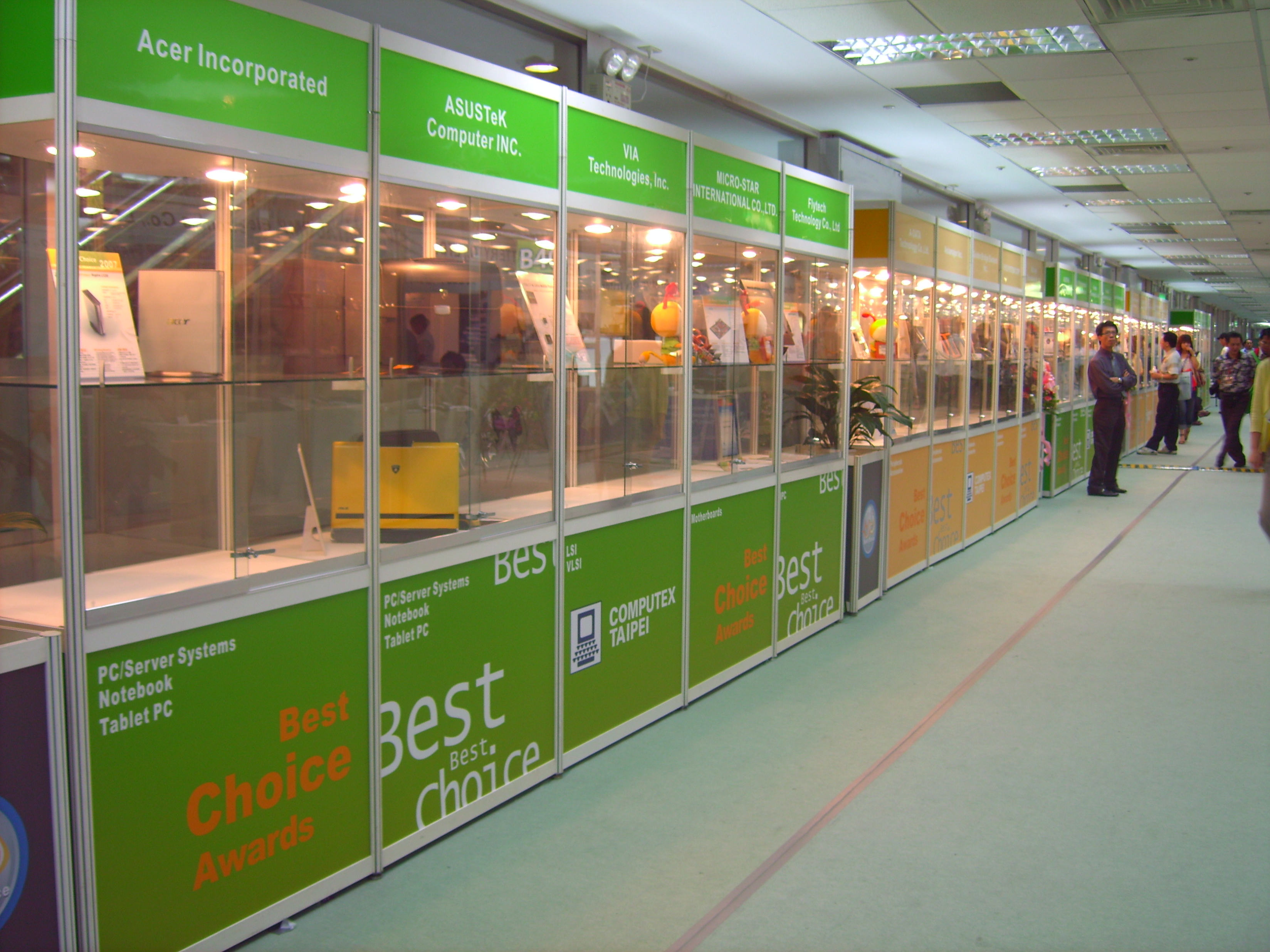
最佳外銷產品獎展示區

中華民國對外貿易發展協會每次都會選擇台灣國際專業展中的部分大展，設置外銷產品獎，國際電腦展也不例外。
這個活動在往年，是為了鼓勵參展廠商的績優表現，而以廠商為單位進行表揚。近年來因為資訊產業的趨勢多變，加上軟硬體廠商百家爭鳴的關係，往年也不時有知名的電腦雜誌在展覽期間舉行非官方的產品選拔，當中有美國《BYTE》雜誌與台灣《0與1》雜誌的「最佳資訊產品選拔」。
後來，在2002年起，主辦單位為了加強推展優質的外銷資訊商品，也邀請國立台灣大學電子計算機中心進行「外銷產品獎(Best Choice Award)」的策劃與選拔，藉此來發掘更多台灣潛力廠商自行研發的資訊產品，同時也可以避免大廠壟斷的不良風氣。
通常獲得此類獎項的廠商較有機會在台灣精品獎中獲獎，因此，除了外銷產品獎的獲獎作品會設置專屬展區以外，也會針對台灣精品獎的獲獎產品設置展示走廊。

### 創新設計獎
2008年增加了台北南港展覽館1館擴大展出，來自世界各地具全球性指標的參展商展示最新的資訊科技產品及服務;而COMPUTEX也一路隨著台灣的資訊產業成長茁壯，與台灣品牌一同合作，打響了國際知名度，除了先進科技及產品，更展現無限創新設計。
為了進一步鼓勵創新，引領科技趨勢，2008年起外貿協會與知名iF國際論壇設計有限公司合作，辦理首屆「COMPUTEX TAIPEI創新設計獎」(COMPUTEX d&i awards)。2019年COMPUTEX d&i awards改由工研院執行，聘請產學研、創投、工業設計及專業媒體等20位國際級評審，包含美國矽谷SOSV天使投資人、全球指標資通訊產業媒體EE Times、國際科技媒體Engadget、臺灣知名工業設計GIXIA等專家，分別從「創新性」、「技術性」、「功能性」、「社會性」及「工藝美學」5個面向，透過嚴謹的評選流程，遴選出最具產業創新代表性產品。

## 展覽分區的演變

台北國際電腦展第一代官方標誌，使用至2009年。

### 緣起
展覽草創時，是在台北松山機場旁的外貿協會展覽館（今為松山機場第二航廈）舉辦，當時並未以國際為名，而是「台北市電腦展」。後來，在1985年走向國際化，加上展覽規模的擴增下，1986年就搬移至位在信義路上的台北世界貿易中心展覽大樓，並在其後固定於此處進行展示。
而隨著展地與攤位需求持續擴增，台北國際會議中心、台北世貿二館（後來的台北展演二館）、台北世貿三館等地相繼啟用之後，也陸續地加入這項展覽，漸漸成為固定展區。台北國際會議中心啟用後，大廠如英特爾、德州儀器、大同公司等皆紛紛進駐該展區；之後，主機板大廠華碩、宏碁等廠商也在台北世貿二館啟用後陸續進駐。

### 重新啟用松山機場展區
1989年，因為展覽場地供不應求的問題，進而重新啟用外貿協會展覽館，甚至有部分大廠因為當年採用抽籤制的關係，攤位數不夠用的狀況下，許多大廠也必須要以聯合承租的方式，共用同一攤位，展覽品質大打折扣，進而爆出電腦公會為了要求展售間改建展覽場地的問題，險些與貿協發生衝突的情況，加上部份廠商違規進行商品促銷與宣傳，頓時讓展覽品質受到外界的質疑。
隔年（1990年），主辦單位為了解決印象不佳的問題，就將外貿協會展覽館與台北世貿中心，依照內銷與外銷性質進行區隔，讓展覽路線回歸外銷；之後的1991年，內銷展區撤銷，原本的內銷展區，也在1991年8月13日，轉型成「台北電腦應用展」，確立了內外銷展覽的分立路線。

### 新展館的啟用

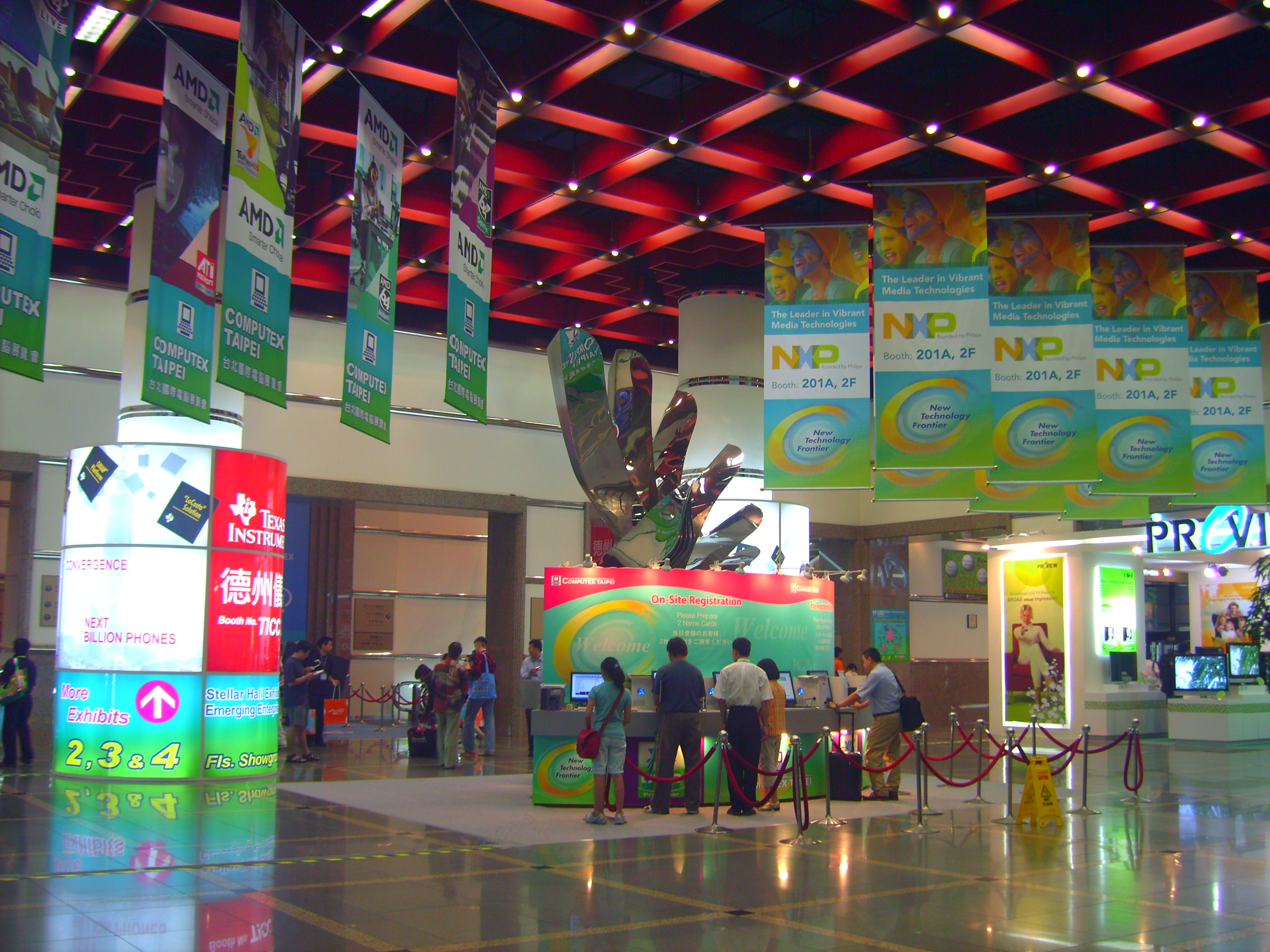
台北國際會議中心，成為大廠發揮舞台的一大展區

展覽恢復正常的外銷路線後，帶動的是飯店的訂房率。其後，有部分廠商為了要尋求更佳的洽商環境，將主意動到鄰近的台北凱悅大飯店（今台北君悅酒店），考量到的是飯店內的客房租金較低與週遭環境；但也因為廠商的租用，導致了展覽期間客房供不應求的狀況。
後來，1995年，台北國際會議中心正式納入展區，大廠如英特爾、大同等陸續進駐，加上樓層分布的關係，部分大型研討會也開始轉移此場地進行，而且，主辦單位也讓潛力廠商，集中同一樓層進行展示，增加產品的曝光率。之後，2000年，台北世貿二館納入展區後，主機板大廠陸續進駐；2002年，台北世貿中心展覽大樓二樓的展覽場，也讓部分代工廠商進駐此展區。
但在2003年，全球遇上SARS風暴，台灣也遭受波及，展覽一度有停辦的危機；後來，在經過廠商、主辦單位、各家媒體的研議後，將6月的展期，延到9月進行，並且配合A21展覽館（台北世貿三館）的完工，讓原本國際會議中心的參展廠商，直接轉移至新的展覽館，而這一措施，不但收到效果，也因為先前對岸的CeBIT Asia展覽縮水的關係，讓主辦單位士氣大振，進而從2003年起，形呈四展覽館（台北世貿一、三館、台北展演二館、台北國際會議中心）同步展出的局面。

### 展外展的延續

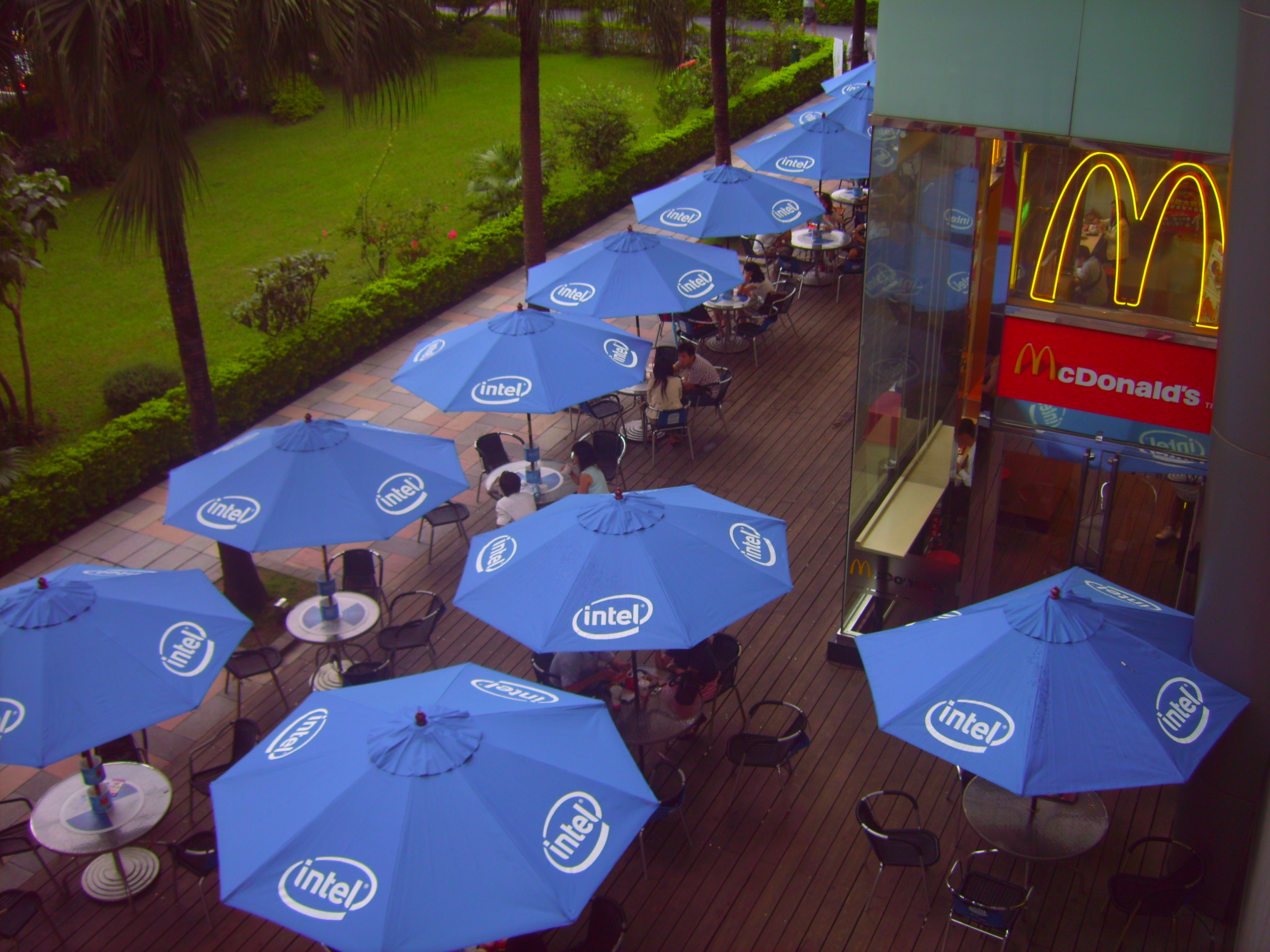
廠商戰火延燒到展場外，日益明顯。

雖然1995年之後，新展館陸續啟用並加入正式展區，但廠商仍會考慮使用鄰近商場與飯店，以求得更好的洽商空間。現今，除了台北君悅酒店以外，部份廠商也會租借展館週邊的空地進行活動，讓無法進入展館內參觀的民眾可以在館外吸收到實用的產品新資訊。甚至也有廠商包下部分咖啡店與速食店，讓買主可以在鄰近的商圈休息。

### 南港展覽館的關鍵發揮

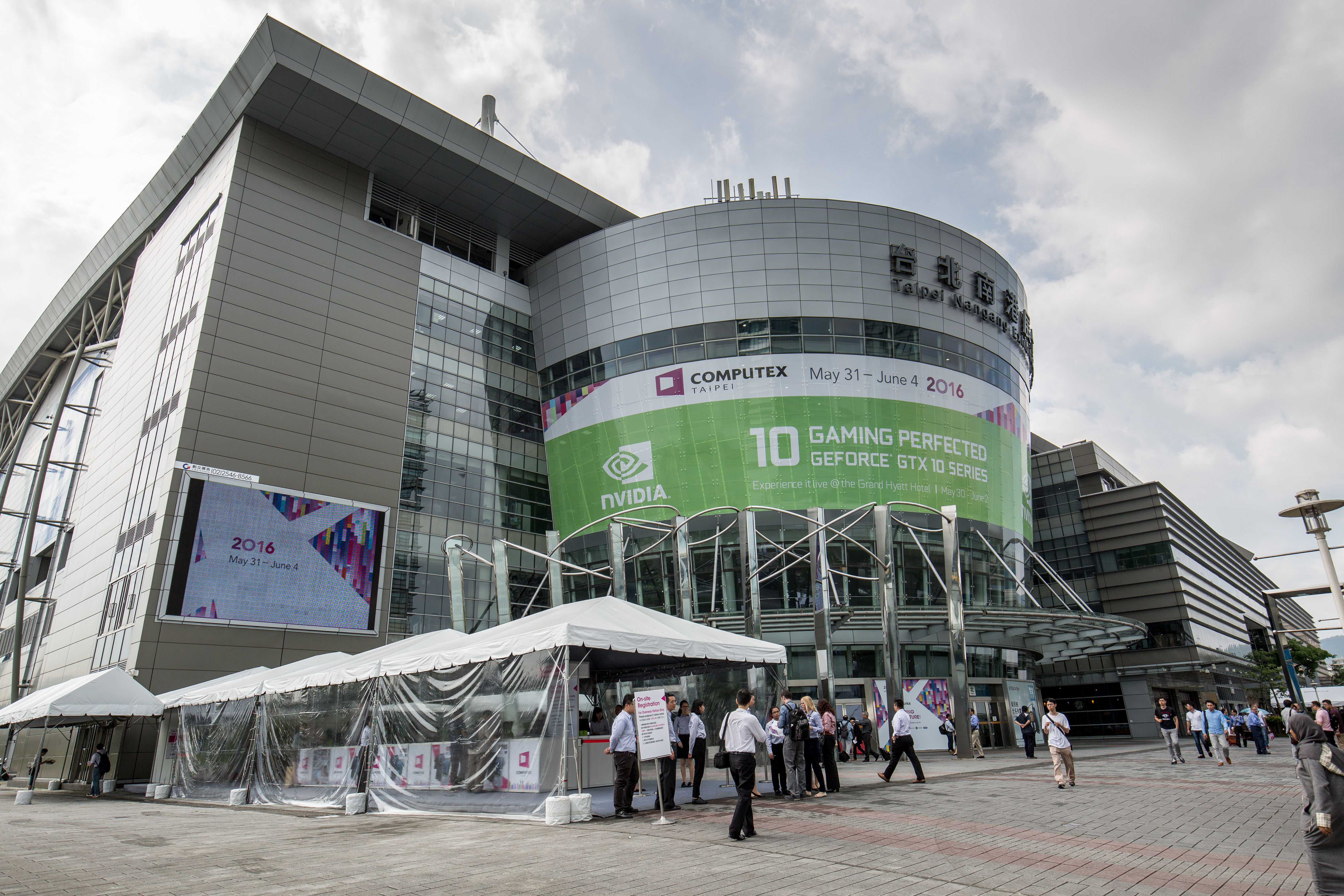
台北南港展覽館一館。

規模是台北世界貿易中心展覽大樓兩倍大的台北南港展覽館一館，在2008年隨台北國際自行車展覽會啟用後，這項展覽終於得以進駐南港展區，除了順勢舒緩了展覽空間不充裕的問題，眾多大廠也得以在這個新舞台一展長才，其後，為了讓展覽知名度有正面拉抬的效果，既有的世貿展區與台北國際會議中心則開放給潛力廠商參與，並在此設置各類展覽競賽的形象展示區，讓參觀者對這項展覽有初步的認識；空間規模遠比世貿展區多兩倍的南港展區，則多半給知名大廠租用。
雖然2013年，因為台北世界貿易中心二館已被取得原址地上權的南山人壽拆除而無法使用。

## 周邊交通

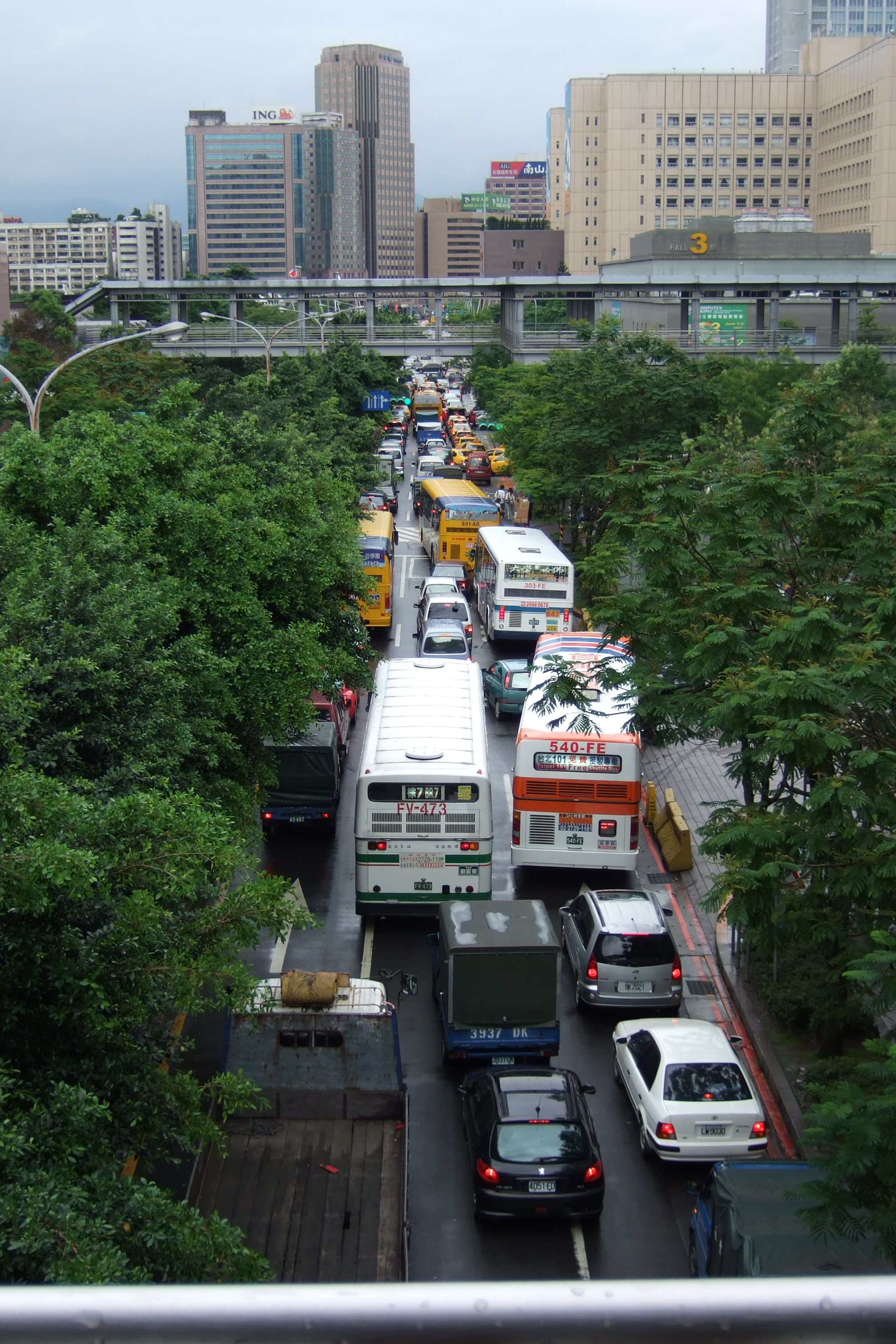
展覽期間導致週邊交通混亂，一直是主辦單位辦展時最困擾的問題。

每年展覽舉行期間，展覽館周邊道路都會進入混亂期，尤其以台北市市政大樓週邊、基隆路、信義路等最為嚴重，加上台北捷運信義線台北101/世貿站的施工，因此更加麻煩。以及往年的展覽中，多次發生行人違規穿越分隔島的行為，讓台北市政府警察局交通警察大隊非常頭痛。
也因為上述的狀況，而讓相關展覽有「逢展必塞」的不良紀錄。因此，除了計程車排班區的重新規劃，台北市政府交通局與主辦單位也行文相關遊覽車與客運業者，加強各類接駁車的營運服務，以及將周邊停車場全部調整價格，希望能紓解周邊的交通，並呼籲國內外參觀者利用大眾運輸參觀展覽。

### 展覽接駁車

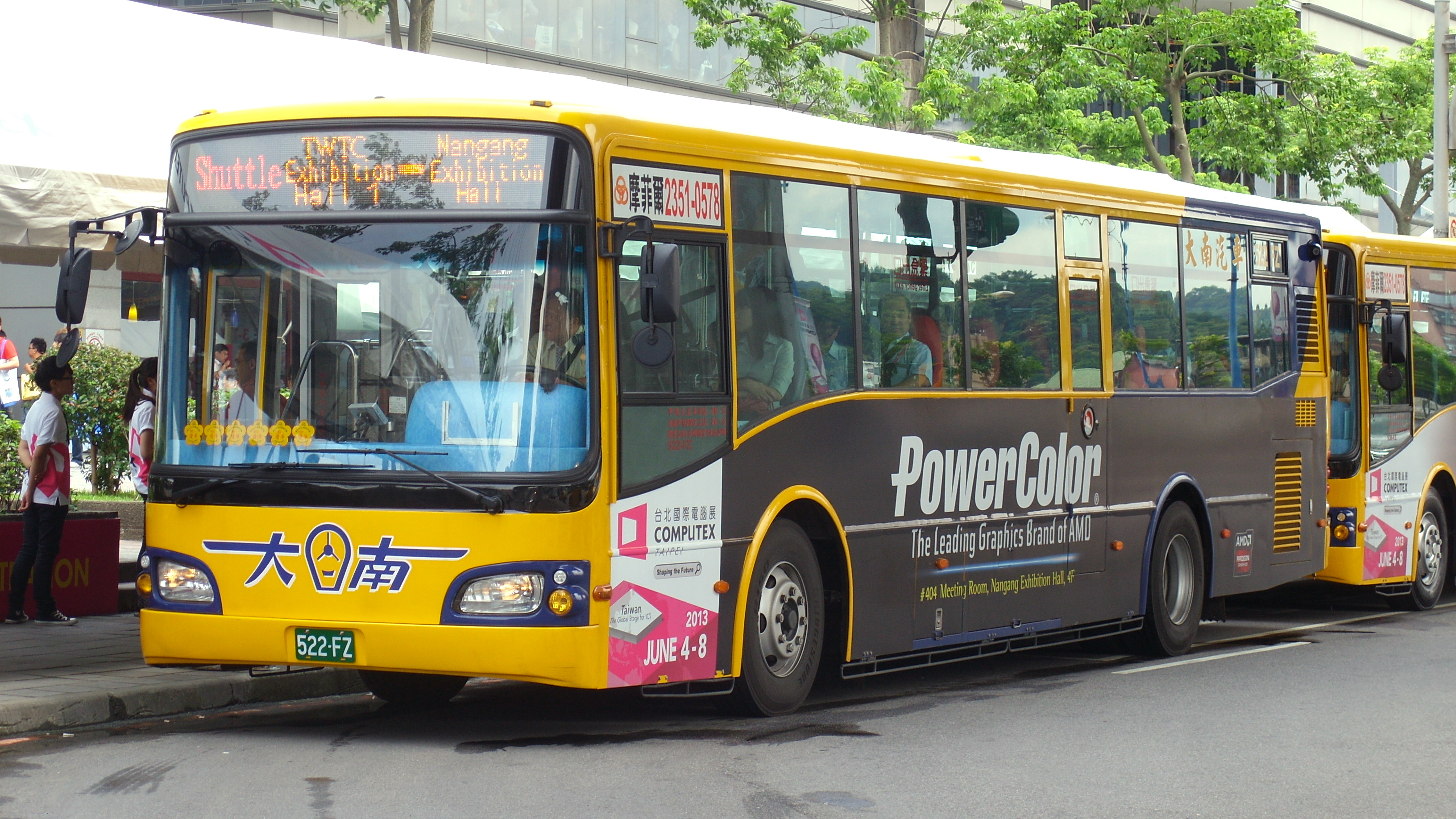
因應隨展覽規模提升的參觀流量，近年來的展館間接駁車，皆以大型公車營運，且車身的參展商廣告，都有相當之規範。

在台北捷運完工以前，台北國際電腦展只在當時的世貿展區提供館際區間接駁車的服務；之後，隨著台北捷運板南線的完工，在2001年起，展覽接駁車新增了捷運接駁路線，讓參觀者可以利用專車往返展覽館與捷運市政府站；隨著展區擴增至南港，以及淡水信義線於2013年11月24日的通車，現行的展館間巡迴車，目前僅有往返南港展區與世貿展區的免費接駁服務。
過往，因為有參觀者曾反映廠商租借接駁車自我宣傳導致交通混亂的問題，主辦單位自2007年開始禁止參展廠商私自租借遊覽車進行宣傳，以避免與官方接駁車混淆。
除了展館間接駁車以外，主辦單位也提供旅館接駁車，讓國際買主與媒體可以藉此往返住宿的飯店與展覽館。

## 爭議問題

### 走向遭質疑
1985年台北市電腦展升格成台北國際電腦展之後，外貿協會就加入聯合辦理的行列，而往年外貿協會的台北國際專業展就是以外銷市場做為主軸。但在1986年將展覽搬移至剛落成的台北世界貿易中心展覽大樓後，不但因為展覽開放的門檻設置不佳，甚至因為在重新啟用松山機場展覽館的第九屆，發生兩展館參觀人數大落差，與世貿展區廠商進行叫賣的不良形象，讓原本目標走向應為外銷展的台北國際電腦展飽受爭議。
1990年採行國內館與國際館的分隔措施，暫時化解了展覽走向的爭議；其後，引發各界爭議的國內館也在第十一屆時消失，並且在展覽結束後的兩個月舉行台北電腦應用展，也正式分立內外銷路線的展覽。儘管如此，台北世貿卻變成一年多展覽的狀況。雖然從第十二屆起，主辦單位根據參展廠商的建議，將展覽從七天改成五天，但也因為代表性，以及展覽經驗可能外移，加上台灣廠商西進等問題，台北國際電腦展也一度有地位不保的危機。
慶幸的是，2003年9月22日台北國際電腦展啟用台北世貿三館進行展出後，不但因為上海CeBIT Asia與美國COMDEX兩項展覽的衰退，讓展覽規模攀升至世界第二，同時也確立台北國際電腦展的未來。

### 地位問題遭質疑
在2001年7月17日，捷達展覽事業負責人陳森昇投書《經濟日報》，質疑台北國際電腦展的地位，其中引起業界關切的問題如下：
|  | 曾幾何時，在鄰近幾個城市如香港、新加坡、漢城、北京、上海、廣州、東京都陸續興建新展覽館之後，台北所舉辦的展覽便日趨邊緣化，某些展覽都已不再是亞洲最大，甚至落到第三、第四之後！ |

|  | 展覽是產業的櫥窗，與產業的興衰息息相關，我國電腦業的產值居世界第三位，按理說展覽規模也應該是世界第三大，無奈受場地不足之限，論規模只能屈居世界第九，亞洲第二（次於杜拜電腦展）。 |

陳森昇投書的關鍵，起因於台北南港展覽館的施工，仍因為承包商的問題與土地糾紛，一直無法成行，並且表示展出面積、參觀人潮、參展規模都是影響世界地位的關鍵，加上當時總統陳水扁喊出「八么洞洞，全民起動」口號，卻並未將展覽列入重點發展項目，才會引發展覽業界的抨擊。

### 展覽名稱商標起爭議
在1981年舉辦時，是以「台北市電腦展」為名，而在施振榮於1984年接任台北市電腦公會理事長之後，就將該展覽定名為「COMPUTEX TAIPEI '84」，是「台北市電腦展」走向國際化的第一步。隨著國際大廠的陸續加入，以及外貿協會加入辦理展覽的業務後，第五屆起，也將中文名稱更名為「台北國際電腦展」，並使用電腦圖樣做為標誌。
但在啟用展覽標誌之後，主辦單位之一的外貿協會就先後將該商標以及名稱向台灣註2、中國大陸、歐洲、美國、日本等地進行註冊，引發原創者也是展覽創立者台北市電腦公會的不滿，又因為台北市電腦公會在當時計畫將展覽經驗轉往中國大陸，引起註冊商標者外貿協會的關切，外貿協會一度揚言要限制台北市電腦公會的使用權限，進而二度爆發兩主辦單位間的內訌。
直至2002年5月7日，外貿協會秘書長黃志鵬在電話中與台北市電腦公會理事長黃崇仁進行溝通，黃崇仁在談話中表示，在蘇州舉辦的展覽將以「eMex」為名稱，絕對不以現有的名稱移往中國大陸，順利化解主辦單位之間的內訌。

## 展覽歷史

### 「外貿協會展覽館」時期
第二屆（1982年6月8日─6月12日）
- 資訊工業策進會贊助此項展覽，並且在展會中展示小型、微型電腦等產品，參展廠商達40家[15]。
- 由經濟日報策劃的第一本電腦專刊「七十一年版電腦產品總覽」，首度在展覽中發行[16]。

第三屆（1983年6月21日─6月25日）
- 「台北市電腦展」正式升格為國際級展覽，展覽分區則以國外區、國產區、附屬用品及個人電腦區為主[17]，並且進行不同性質的研討會；而當時，台北市電腦公會仍然持續主導這項展覽的進行[18]。
- 因為考量到各種消費者階層的不同需求，除了個人電腦區免費參觀以外，其餘展區皆有進行驗證措施[18]，但卻因此造成入場管理與攤位分配混亂的狀況，引起國際廠商與參觀者的不滿[19]。
- 「美國貿易中心館」是歷屆以來，首度出現的國家展示館[20]。

第四屆（1984年5月28日─6月3日）
- 本屆展覽之特色包含以下四項[21]：

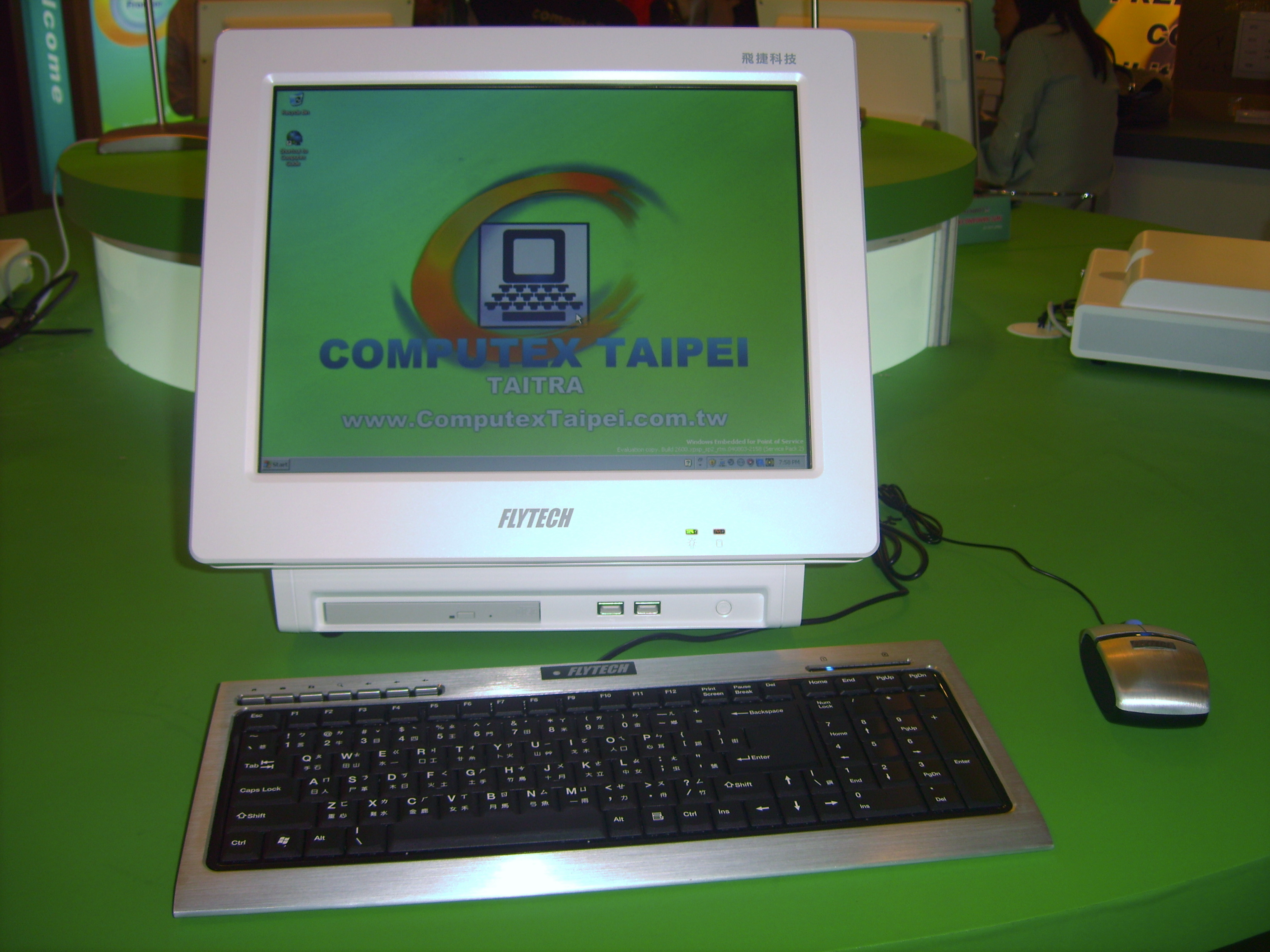
COMPUTEX的名稱，是在第四屆時才正式確立。

  1. 全亞、神通、宏碁、精業，紛紛推出自製的八位元與十六位元中英文電腦。
  2. 網路介面卡的問世，包括IBM PC、APPLE II。
  3. 軟體參展商客製化，為參觀者進行導覽服務。
  4. 彩色及黑白電腦終端機，各種續充介面卡、散熱風扇、排線接頭、鍵盤、外殼、電腦家具、磁碟機、列表機、不斷電設備等周邊商品，已無須仰賴國外進口，在台灣廠商的崛起之下，自製之相關產品紛紛問世。
- 為了杜絕仿冒品，主辦的台北市電腦公會也在這項展覽中，配合政府「抵制仿冒運動」，強調產品開發設計、功能創新、品質提昇等優質形象[21]，並且舉辦活動海報與論文徵選[22]，但麗高公司獲得註冊與專利的自製商品，卻仍遭到其他參展廠商的仿冒，並在會場中展示，也突顯出展覽品質管理的問題[23]。

第五屆（1985年7月12日─7月18日）
- 外貿協會首度參與展覽的承辦業務，並與台北市電腦公會加速推動電腦產品標準化與產品登錄制度，盼能解決台灣自製商品的侵權問題[24]。
- 軟體展覽區首度列入專區展示，打破以往只有硬體廠商展出的紀錄[25]。
- 濟業電子的GMC8301專家型電腦，因為獲得兩項中央標準局十年新型專利，並在展覽中亮相，引起硬體廠商對於產品商標專利的重視[26]。
- 國際電腦展因設置年齡門檻，導致有部分家長無法帶著小孩入場參觀的狀況，而當時門檻是16歲[27]。

### 「台北世界貿易中心」時期

#### 建築落成初期
第六屆（1986年6月2日─6月8日）

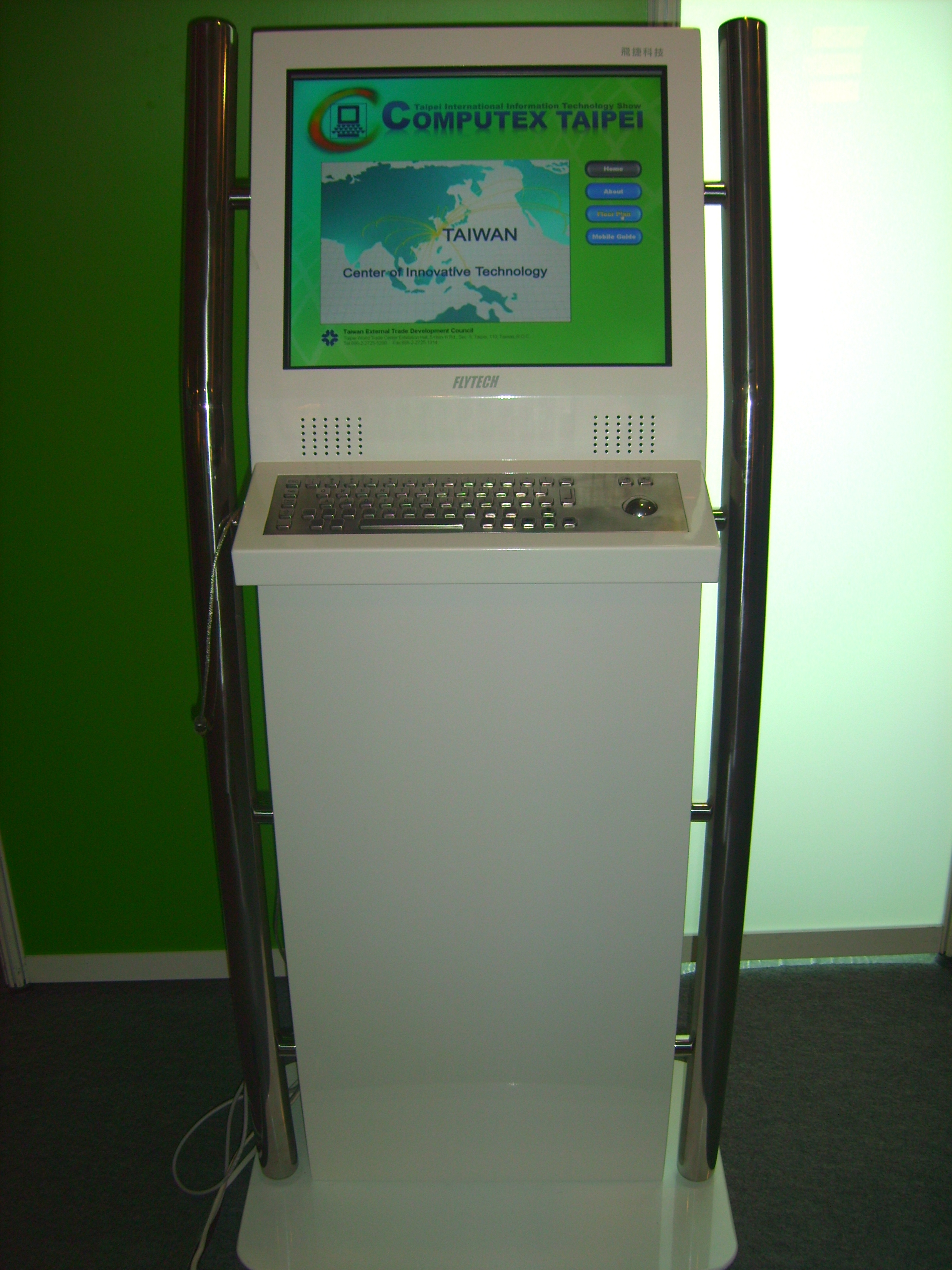
導覽系統的架設，早在世貿中心落成時就提供服務，如今，更可利用無線網路，下載PDA版本。

- 此項展覽自本屆起，固定於台北世界貿易中心展出，並且發揮以下特色：[28]
  1. 藉由車廂海報、報紙、雜誌、收音機、電視廣告等方式進行宣傳。
  2. 利用電傳視訊（Videotex），讓參觀者可以進行參展廠商與商品資訊的查詢。
  3. 免費提供攤位讓軟體商參展。
  4. 參展廠商提供現場活動，擴大產品宣傳效果，當中以佳佳科技及神通電腦最為知名。
- 為了讓國際買主能獲得各家廠商的相關訊息，主辦單位自本屆起，委託中國經濟通訊社編印廠商名錄[29]。
- 主辦單位首度針對參展廠商設置攤位選擇權分配措施，分配原則依序為：攤位數→報名順序，但合併攤位者，必須推派一家廠商參與攤位分配說明會[30]。
- 一般參觀者為了搶入場機會，紛紛向參展廠商索票，引起其他同業的困擾，但當時的門票為60元，且隨票附贈紀念鋼筆[31]。
- 因為仿冒產品的問題日益嚴重，美國微軟的遠東區經理王德華（Ed Wang）親自在展會中錄影蒐證，引起參展商關切[32]。

第七屆（1987年6月8日─6月14日）
- 為了打擊國際仿冒品，知名廠商IBM、微軟等大廠，紛紛藉由參展來取締仿冒品[32]。
- 聯合旗下的凌亞、三象、隴華、晟容、連城、啟達、凌翼、卓越、喆元、弘東、智超、緯波、暐迪、卡多利亞、巨波等製造商參展的「台北縣電腦公會」，是有史以來第一個號召聯合參展的公協會組織[33]，卻也因此引發與台北市電腦公會的廠商爭奪角力戰[34]。最終，曾在微軟Falcon MS-DOS侵權案被判無罪、也是台北縣電腦公會理事長的李世勛，以辭職結束這場嚴重的公會角力戰[35]。
- 因為32位元個人電腦話題發燒，進而吸引58家參展商參與此屆展覽的展示[36]。

#### 規模問題的浮現
第八屆（1988年6月6日─6月12日）

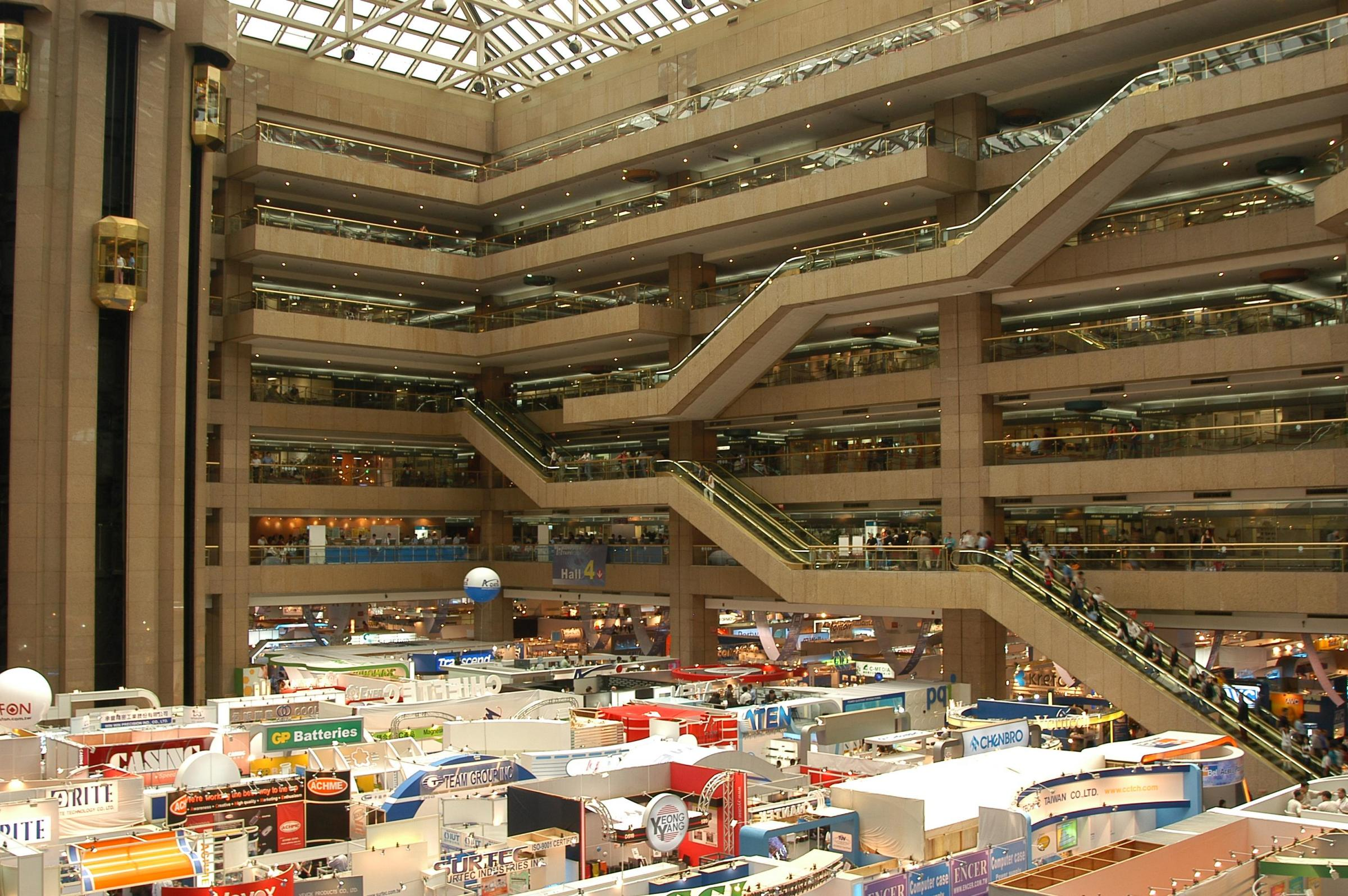
台北世貿中心啟用後，攤位不足的問題依舊存在。

- 因為參展廠商眾多，而導致攤位不足的問題[37]，在此浮現，因而使得經濟部要求中華民國對外貿易發展協會籌畫第二展覽館，以利亞洲第一大展覽館的地位不被取代[38]；另外，在此之前，台中世貿中心早已成立。
- 為了要讓東南亞國家瞭解台灣資訊產業的發展，由台北市電腦公會發起的東南亞電腦聯盟（South East Asia Regional Computer Confederation，SEARCC）藉由組團之方式，率領新加坡、馬來西亞、香港、印尼、菲律賓、泰國等國家的電腦公協會代表，參觀展覽與進行技術交流[39]。
- 主辦單位的宣傳海報，以「為什麼他們都來這裡」，象徵各國廠商與買主對於展覽的高度重視[40]，也因此，有部份國際買主在問卷調查中，紛紛表示「明年還要再來」的意願[41]。
- 德國雜誌1988年8月曾在「東亞國家技術及發展」的專題報導中，介紹台北國際電腦展的發展，而在展覽期間，該雜誌的資深編輯就來台進行採訪[42]。
- 因為美國、新加坡在國際區設置國家館的關係，進而吸引150位外國媒體記者來台訪問國際館的表現[43]。

第九屆（1989年6月6日─6月12日）

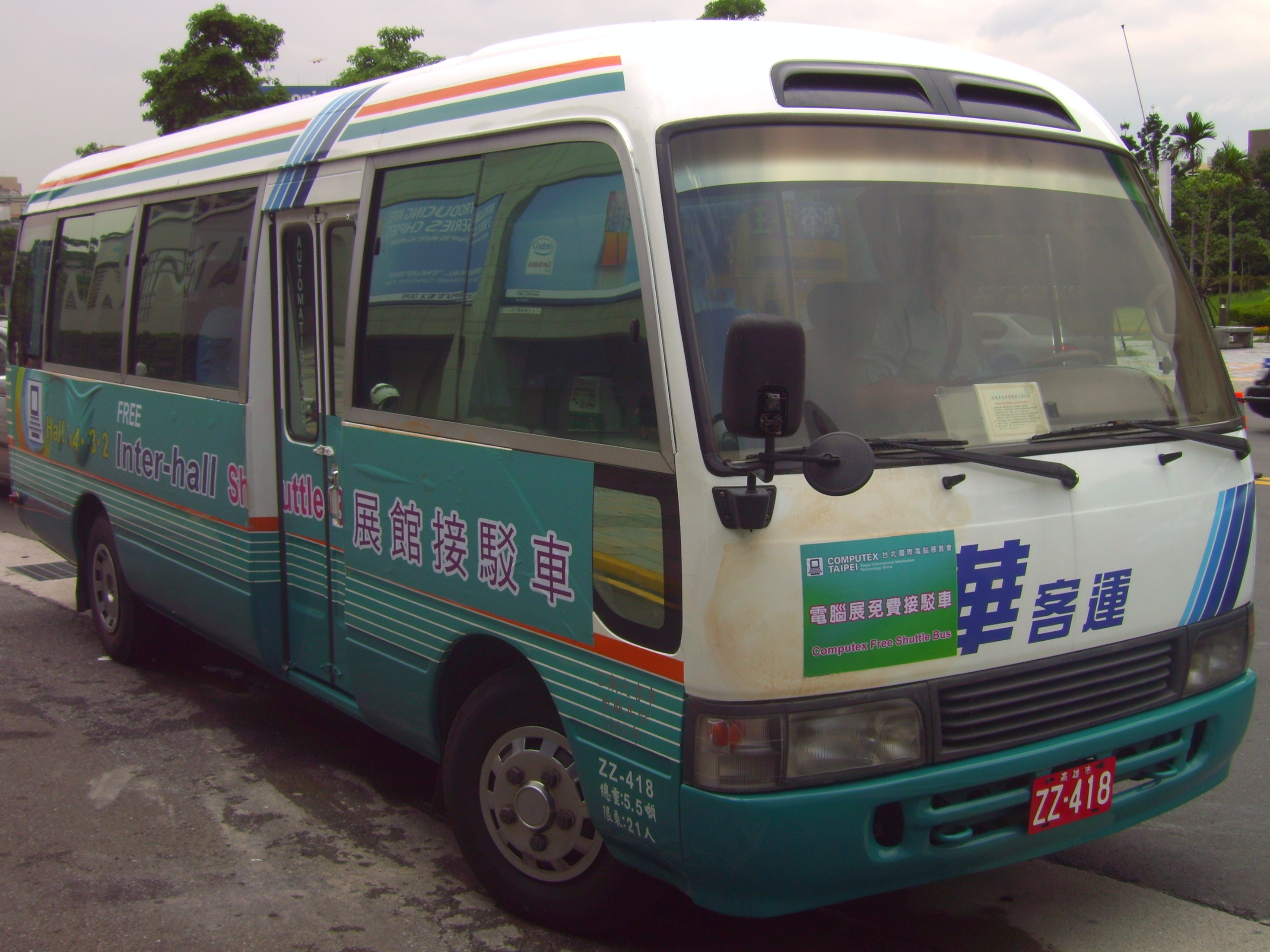
早期為了因應松山機場貿協展覽館的重新啟用，展館間接駁車就有提供往返世貿與松山兩展館的服務。

- 因為展覽規模提升，加上參展商的攤位爭奪比以往激烈的關係[44]，主辦單位再度啟用外貿協會展覽館，藉以擴增展覽規模[45]，並提供免費接駁車往返世貿與松山機場，然而卻因為宣傳不週的問題，松山機場展區的參觀人潮較世貿展區更為冷清[46]，甚至因為電腦公會建議外貿協會收回展售交易間的問題，險些引起內訌，但也暴露出展示空間不足之問題[47]。
- 宏碁電腦（Acer）、佳佳電腦（ARC，現已不存在）、詮腦電腦（Copam）、方元電子（Prisma）、聲寶電子（Sampo）、三光惟達（Sun Moon Star，前身為三光行與惟達電）、大同公司（Tatung）、台灣錄霸（TVM）、震旦企業（Aurora）等廠商，因為其自創品牌與企業形象獲得好評，而獲得表揚[48]。
- 上屆先行試辦的攤位設計獎項，本屆是由台灣飛利浦獲得冠軍，硬密士（Imprimis，後來的希捷公司）、香港商安施（AVX Corporation）獲得第二，普程科技、豪格電化製品以及台灣光寶則獲得第三[49]。
- 因為多家廠商自行在展場中進行促銷活動，加上原本電腦展走向是以外銷為主軸，引起外貿協會高層與電腦公會杜全昌總幹事的震怒，雖然主辦單位藉由拍照存證之方式，向違規廠商進行處分，但展覽形象之問題，也自此產生[50]。
- 此展覽在本屆已爬升到世界第三的排名，僅次於德國漢諾威CeBIT展、美國COMDEX展[51]。

第十屆（1990年6月6日─6月12日）

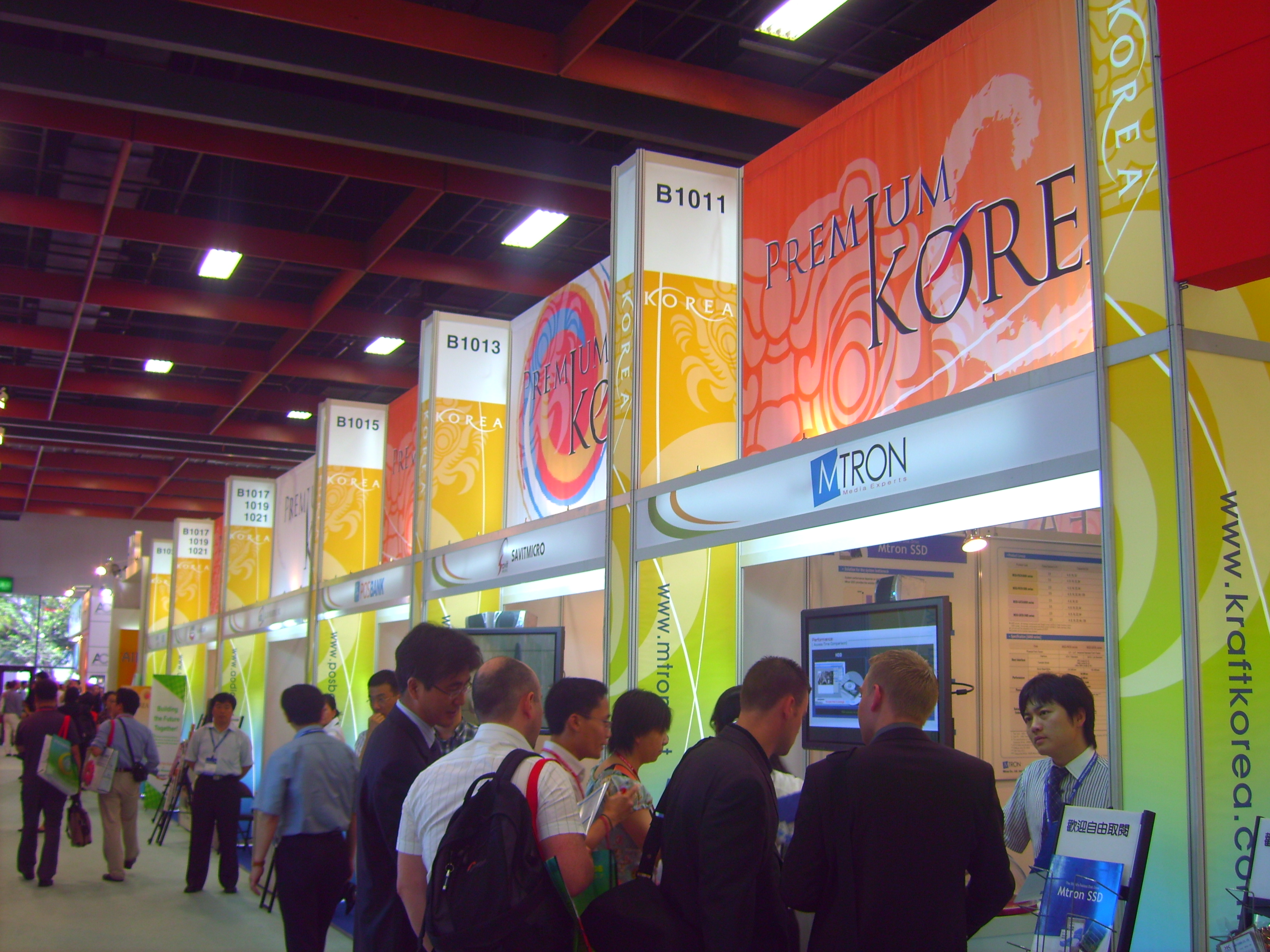
國際館一直是國外廠商競爭激烈的地方。

- 因為攤位量發生供不應求的問題，加上上屆發生形象受損的狀況，因此，主辦單位先在本屆展覽中，將松山機場與世貿中心的展區分別規劃成內銷館與外銷國際館[52]，並且實施「國際館」不對外開放，「內銷館」對外開放購票參觀的措施[53][54]，以及宣布次年8月將把原先的內銷展區，分割成另一項展覽[55]，而這一項重大的措施，不但使展覽效益大副提升，更獲得國際買主的好評[56]；其後，內銷區在隔年取消，並在八月以「台北電腦應用展」取而代之。
- 展覽中首度出現廠商無電可用的窘境。展出的第一天（6月6日），台北世貿中心B區的70個攤位，在20分鐘內，遇上兩次時間不同的突發斷電，引起毅嘉工業公司業務經理胡乃聖的譴責[57]。

#### 確立外銷展路線
第十一屆（1991年6月4日─6月10日）

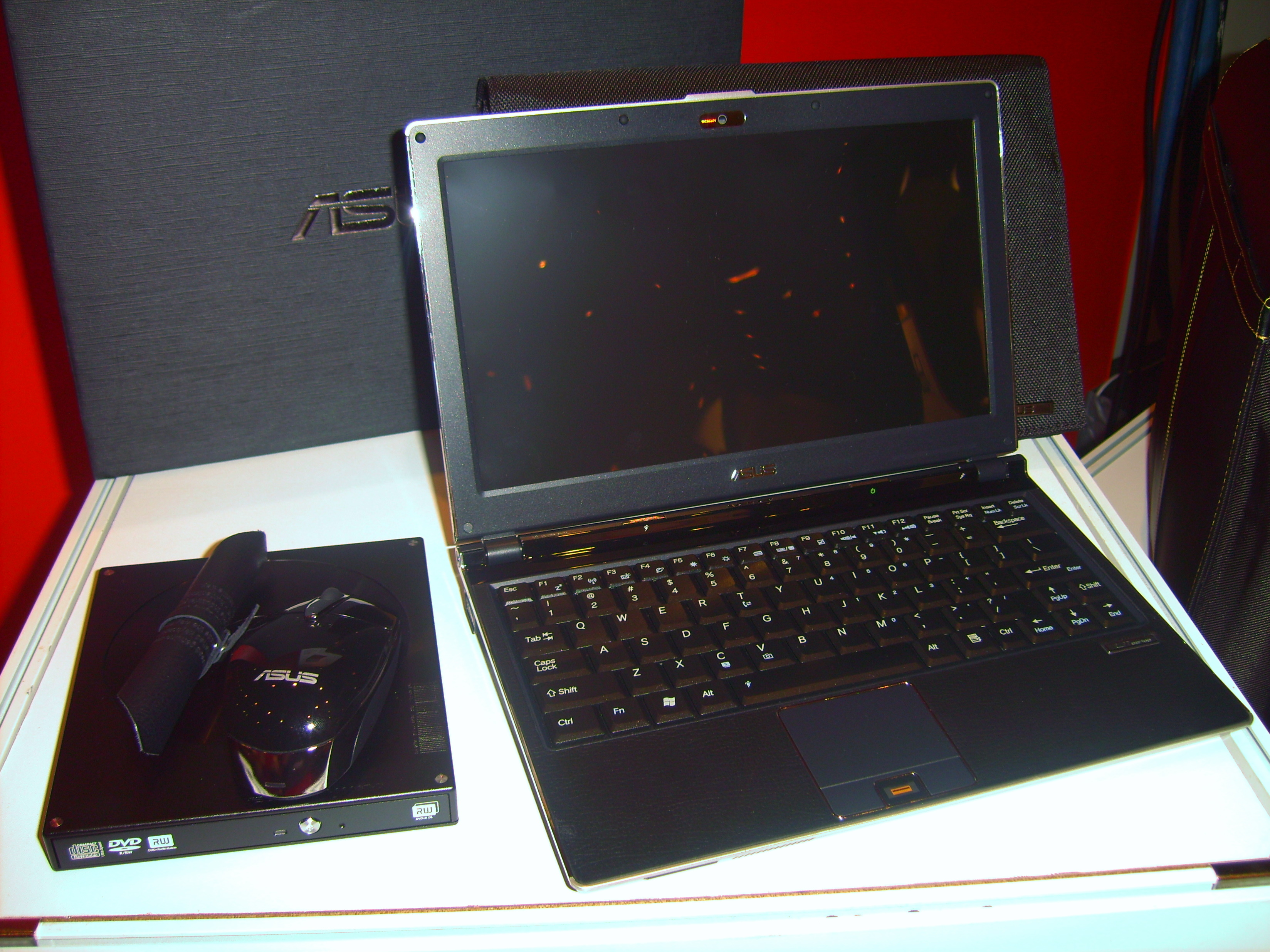
台灣生產筆記型電腦的能力，讓台灣確立了「筆記型電腦」王國的地位。

- 為了幫正式的展覽暖身，主辦單位之一的台北市電腦公會，選擇資訊工業策進會的資訊科學展示中心，在當年的5月7日─6月2日，舉辦「1991年電腦展示季」，讓一般參觀者可以先行了解電腦產業的發展，此舉也獲得學生族群的歡迎[58]。
- 在展覽走向的確立之下，雖然帶動國際買主的參觀人氣與知名觀光飯店的客房住宿率[59]，但因為部份廠商表示，國際買主參觀的時間，較集中於展覽的第三、四日，進而促使主辦單位從第十二屆起，將展覽時間縮減為五天[60]。
- 本次展覽吸引120家國內筆記型電腦廠商參展，並建立「筆記型電腦形象區」[61]，進而讓台灣確立了「筆記型電腦王國」的地位[62]，但也反映出資訊產業人力的飽和問題，進而有學者認為資訊產業與傳統產業應當要有平衡點，才不致於失衡。

第十二屆（1992年6月5日─6月9日）
- 因為台北世貿中心的「一年多項資訊展」註3的出現，使得代表性的問題引起展覽業、各國買主與廠商的議論[63]。
- 由於當時的301條款風暴在全球延燒，進而間接影響到展覽中廠商與買主間的商機採購[64]。
- 精英、山汶、鳳林、精元等九家電腦廠商，在展覽期間承租了場地租金較便宜的凱悅飯店（後來的台北君悅大飯店）套房作為展覽場所，獲得國際買主與廠商的好評[65][66]。

第十三屆（1993年6月1日─6月5日）
- 展外展的風氣持續上升，東元也在6月3日─6月5日，承租福華飯店進行展示[67]。
- 自1986年起就成為固定展覽場所的台北世界貿易中心，在展覽最後一天時，因為館外下雨的關係，外牆的二丁掛突然掉落[68]，雖無人員的損傷，以及在當時使用盆栽進行區隔，防止參觀者與廠商靠近危險區，但已經暴露出展覽安全的問題[69]。
- 為了推展「環保電腦」，部份廠商也贈送布料或紙製的環保袋給參觀者[70]。

第十四屆（1994年6月2日─6月6日）

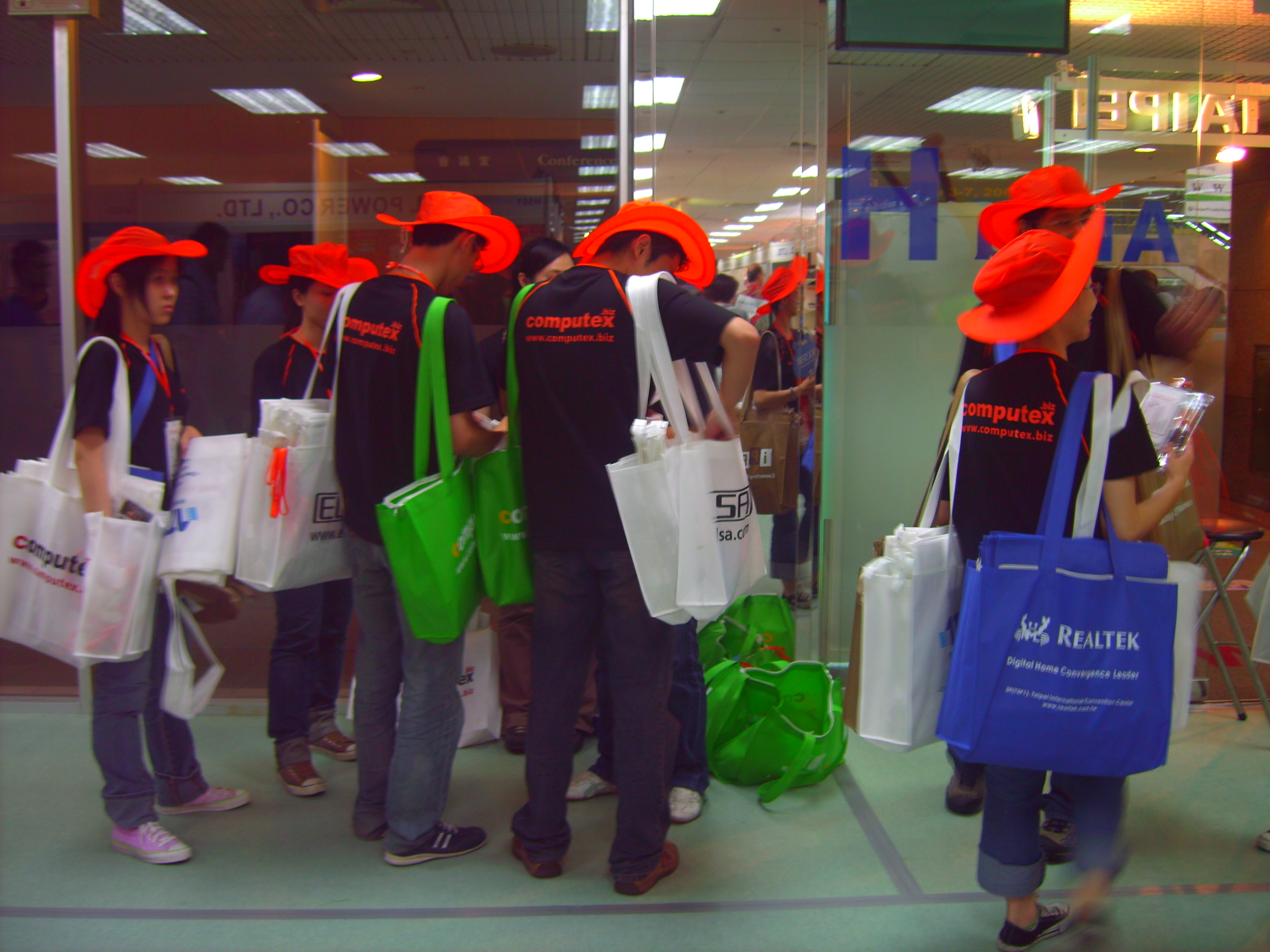
台北市電腦公會對於日本市場的著眼點是極為重視的。

- 因為週邊旅館的訂房率大幅提升，也引發客房供不應求的問題[71]。
- 除了延續上屆的「環保議題」，參展廠商也設計出「立體化」的二樓攤位，提供國際買主進行洽談，另外也設計了人性化的休息區，讓買主可以在休息區內享用餐點[72]。

#### 台北國際會議中心加入戰局
第十五屆（1995年6月5日─6月9日）
- 除了延伸展區到台北國際會議中心，讓主力外銷廠商可以集中展示外[73]，各家飯店也提供旅館接駁車，讓國際買主可以往返旅館與展場[74]。
- 由中國經濟通訊社策劃，宏碁電腦與錸德科技聯手設計的「台北國際電腦展廠商名錄光碟版」，正式在展覽中問世，這也是貿協舉辦台北國際專業展以來，首度出現光碟版廠商名錄[75]。

#### 網路展覽的興起
第十六屆（1996年6月6日─6月10日）

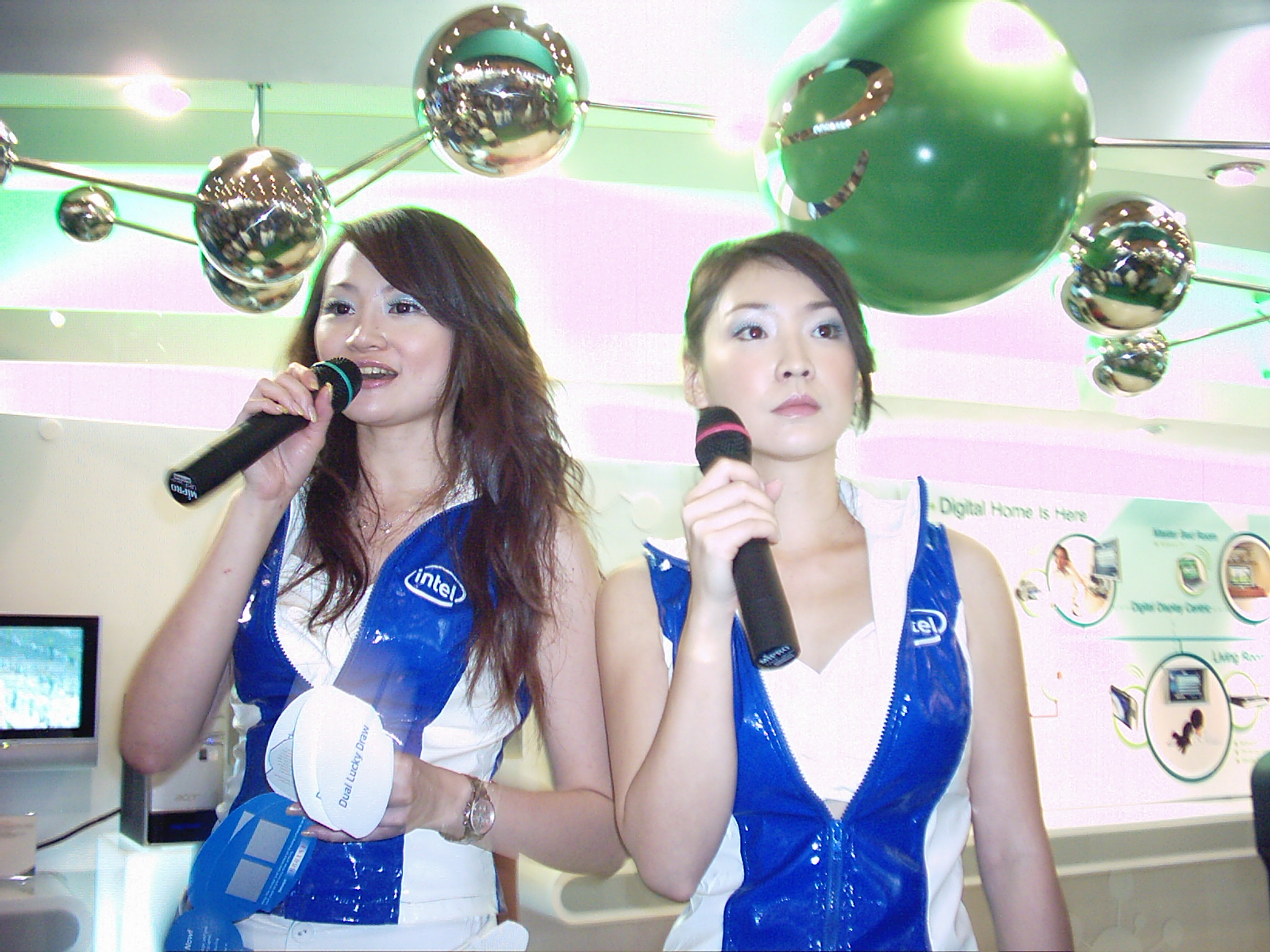
利用Show Girl進行宣傳，起源於1996年的展覽。

- 主辦單位之一的外貿協會，與摩奇創意合作建構展覽網站，吸引300家以上的廠商參與線上的展示[5]。
- 除了「日本週」與「中日商談會」持續進行，在台北國際會議中心的展區，也依照樓層的差異，規劃成大型廠商（一、二樓，後來稱之Stellar Hall）、新廠商展區（三樓，New Exhibitors Area）以及英特爾專區（四樓）[76]。
- 英特爾雇用Show Girl在展區進行宣傳，是有史以來第一家廠商雇用Show Girl進行宣傳的紀錄[77]。

#### 大型研討活動吃香
第十七屆（1997年6月3日─6月7日）

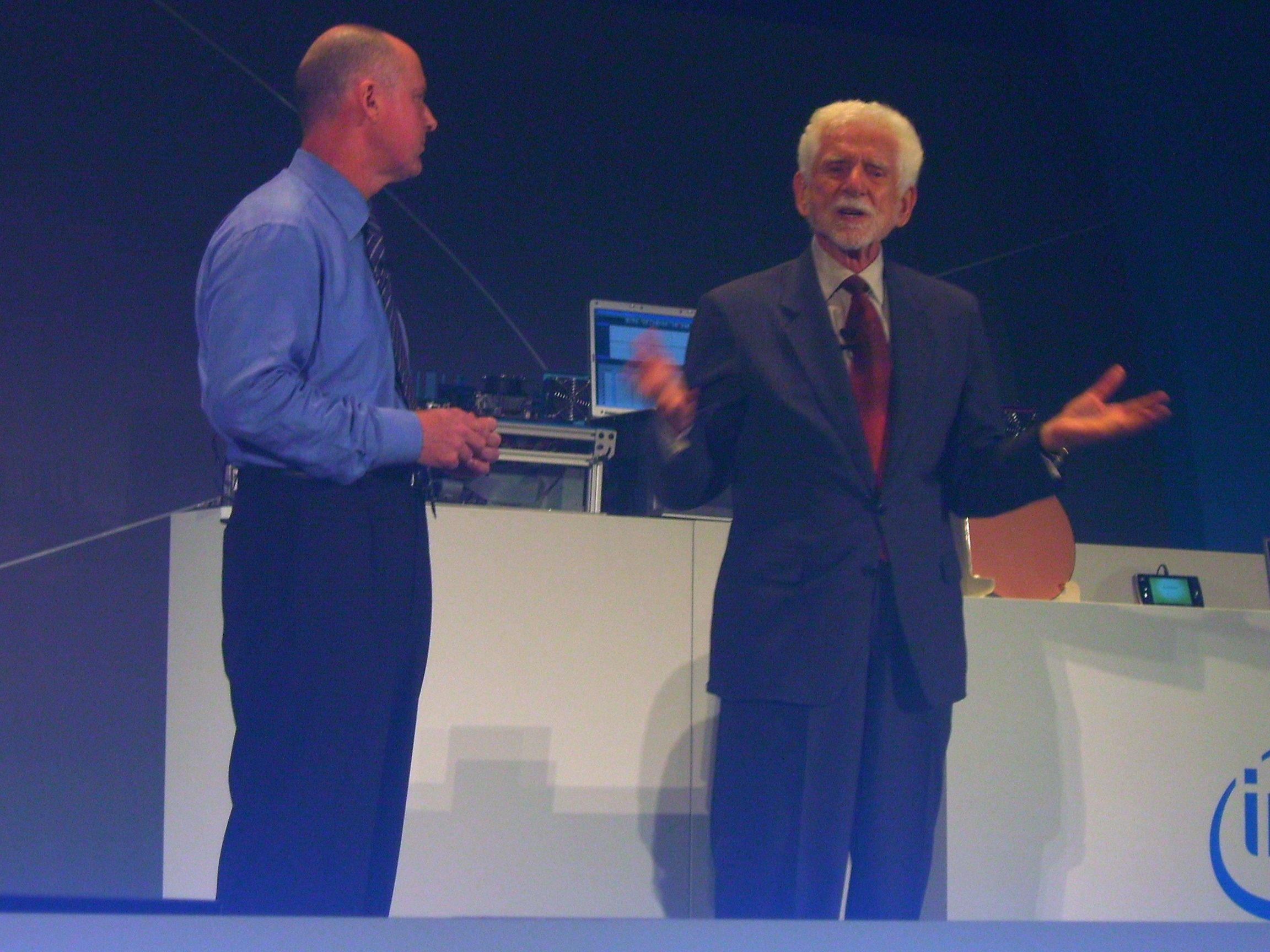
大型論壇是資訊廠商間最佳的對話舞台。

- 英代爾、微軟、昇陽聯手辦理的「台北國際電腦論壇」，與經濟部和資訊工業策進會針對國內廠商推出的「Taiwan Silicon Day（台灣半導體日）」，成為國際電腦展中兩大主力論壇，同時也帶動資訊界龍頭互相交流的氣氛[78][79]。

第十八屆（1998年6月2日─6月6日）
- 研討會與論壇依舊是各家廠商爭相關切的話題，該屆的30場演講當中，以展前（6月1日）的「高科技實戰策略研討會」以及資訊工業策進會在6月3日舉辦的「台灣半導體日」受到矚目，前者更有「龍捲風暴」作者摩爾（Goffery Moore）原版專屬解說大師溫特（Bob Winter）、BYTE雜誌發行人麥克皮爾森（Kevin McPherson）來台[80]。
- 展覽開幕當日，因為天氣炎熱的關係，加上世貿展區與台北國際會議中心展區的空調設計不一的關係，因此兩展區的廠商，就有兩極化的反應[81]。
- 日本軟體銀行旗下的DOS/V資訊專業報導雜誌，在會場針對主機板廠商進行效能測試，最終，華碩、微星、艾崴、技嘉[82]、友通等廠商紛紛拿下前五名的榮譽[83]。
- 由於台灣近年來科技產業走向OEM/ODM的代工路線，因此如DVD光碟機、掌上型電腦、可重複讀寫光碟（CD-RW）等產品，成為台灣代工廠商在此次展覽的優勢[84]。

第十九屆（1999年6月1日─6月5日）
- 為了讓無法參與實體展覽的廠商有宣傳產品的機會，主辦單位之一的外貿協會召集了1300家廠商，籌組網路展覽團，進行線上網路展覽[85]。
- 雖然會場已明定「禁止現金交易」的規定，但仍有廠商私下與消費者進行現金交易，讓消費者提前買到台灣尚未上市的產品[86]。
- 此次展覽發揮了以下三項新特色：資訊商品「超低價」、資訊產業「垂直整合」及「後個人電腦時代商品」問世[86]。

#### 展覽區的擴增
第二十屆（2000年6月5日─6月9日）
- 台北世貿二館自此屆起加入展區[87]，與台北世界貿易中心（展覽一館）、台北國際會議中心同步進行展出。
- 因為921大地震的關係，經濟部推展「國際資訊年」註4的經費受到波及，政府轉而向民間進行募款[88]。
- 因為資訊家電產品的生活化，自創品牌也開始竄起[89]，象徵「Wintel」（微軟加英特爾）的大廠獨大時代已經過去[90]；另外，英特爾也發表了「EoU（Ease of Use）」的觀念，強調資訊產品的人性化[87]。
- Intel e21Forum首度舉行，並將內容分成「主題演講」、「與大師對談」兩部份[91]。

第二十一屆（2001年6月4日─6月8日）

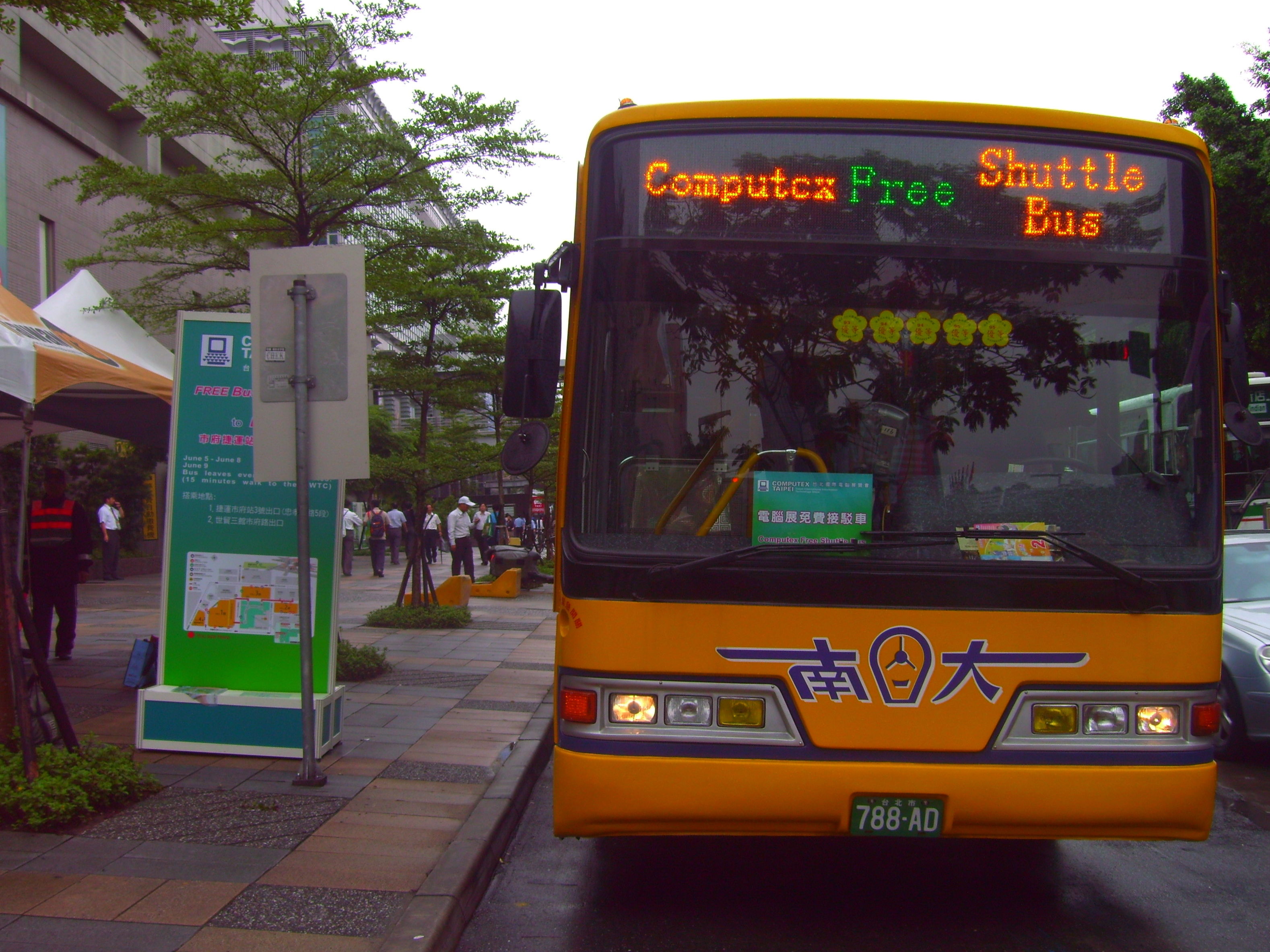
捷運站接駁車是在第二十一屆起，開始實施。

- 由台灣21家開發IEEE 1394設備的廠商，在台北世貿二館設置「台灣1394產品展示專區」，並在該專區舉行產品解決方案講習會及活動，藉以推廣電腦傳輸技術的改良[92][93]。
- 因為威盛電子的C3處理器與英特爾的Pentium 4的處理器專利之爭持續延燒，引爆雙方廠商將對方的宣傳氣球扯掉的事件[94]。
- 捷運站接駁車首度啟用，但卻是在展覽最後一天（6月8日）實施，路線為「捷運市政府站→世貿二館→市政府（南區公車站牌）」[95]，當時是由台北市公車處營運。
- 因為產業西進的話題持續，展覽也吹起「中國風」[96]，甚至有廠商宣布在2002年將轉移陣地至CeBIT Asia，進而威脅到展覽地位[97]。

第二十二屆（2002年6月3日─6月7日）

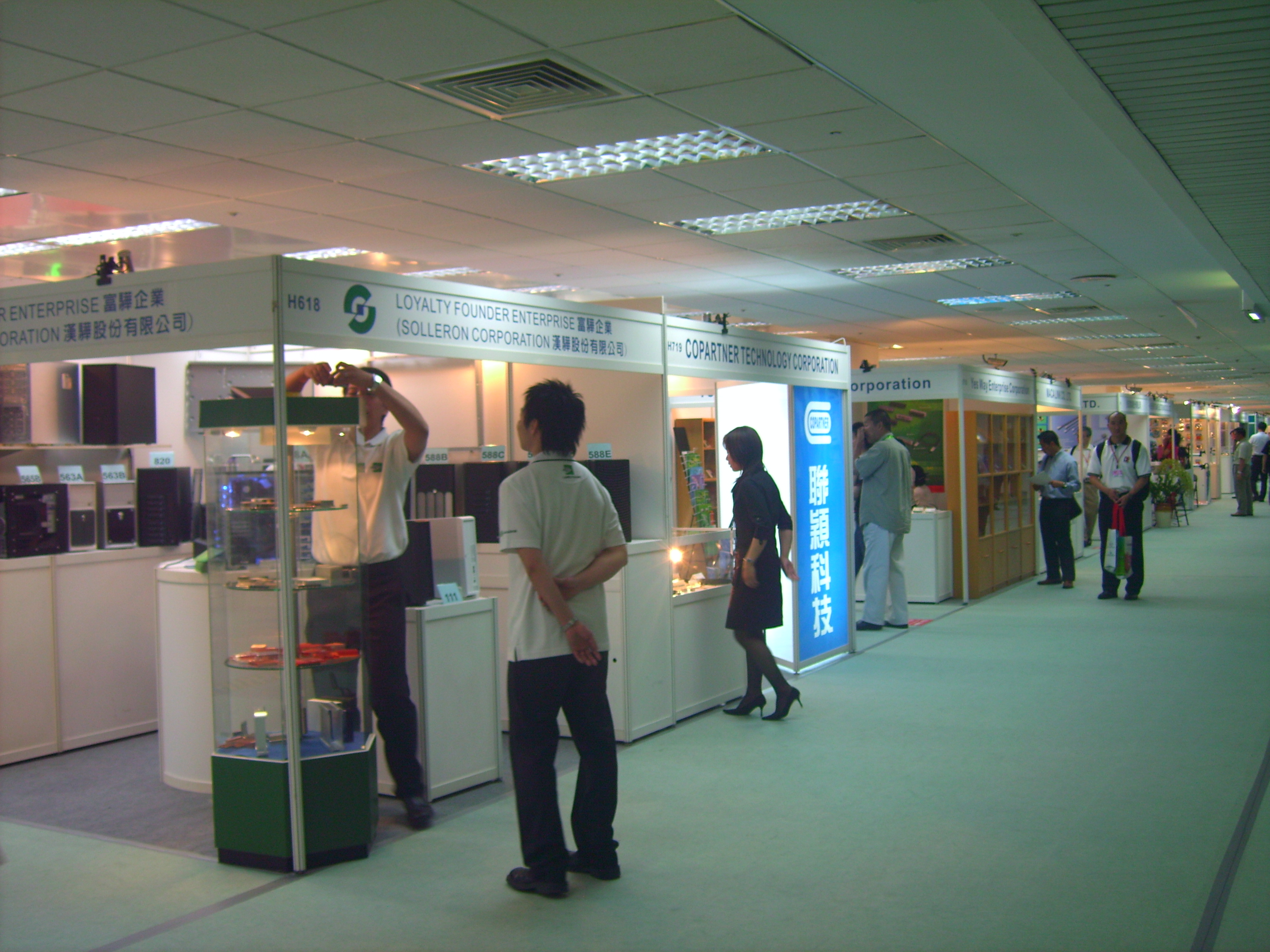
世貿一館的二樓展區，是在2002年加入的。

- 主辦單位自此屆起，設立最佳外銷資訊產品獎（Best Chioce of COMPUTEX TAIPEI），鼓勵廠商設計優質的外銷資訊產品[98][99]。
- 台北國際會議中心的展區，因為英特爾、超微半導體、美國國家半導體、大同公司、仁寶電腦、神達電腦、陞技電腦等大廠的展示，已漸漸轉型成為「明星大廠展區」，其中超微半導體是繼1998年缺席後再度參展[100]。
- 除了1394專區持續設立外，IA、Security、Wireless及技術研發等專區也在本屆中新增設[101]。
- 因為主辦單位並未向台北市政府警察局申請周邊道路交通管制，導致週邊交通混亂[102]，引起各界強烈譴責此一亂象[103]，雖然在展覽最後一天實施局部管制，封鎖市府路的信義路至松壽路區段[104]，但問題的解決，卻是未來影響展覽交通的關鍵，而當時的台北市長馬英九也強烈要求台北市政府交通局必須擬定相關計畫，改善展覽期間的交通[105]。

#### 危機變轉機

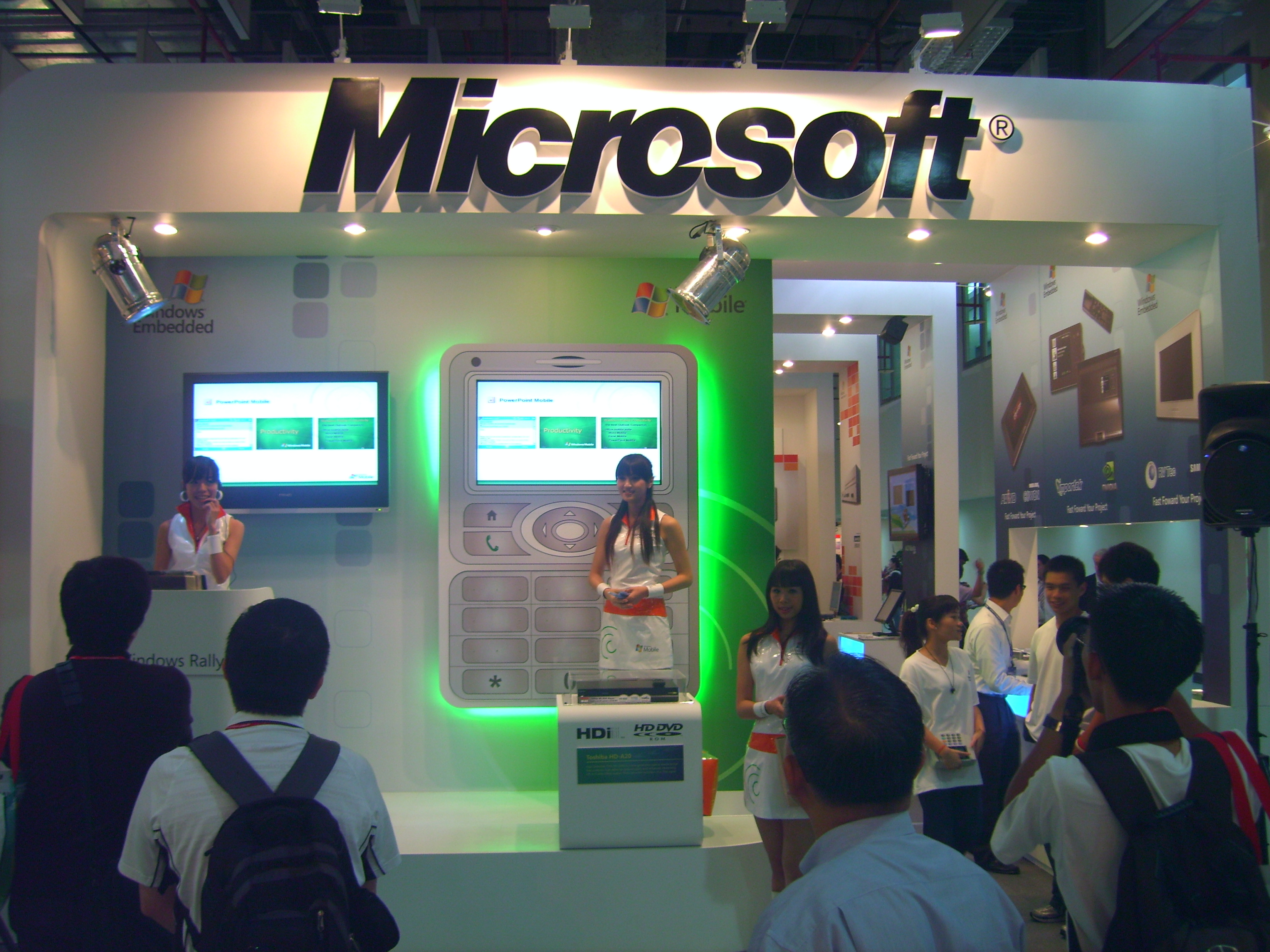
台北世貿三館的啟用，讓危機變成轉機。

第二十三屆（2003年9月22日─9月26日）
- 因SARS風暴的影響，原定於6月2日的展覽，一度傳出被迫取消的危機[106]，後來，經過主辦單位與相關媒體的協調後，原定的6月2日─6月6日期間改成在台北世貿中心第二─四會議室舉行的型錄展[107]，而實體展覽則改在9月展示[108]，並且宣布啟用即將完工的A21展覽館（後來的「台北世貿三館」），而這一延期辦理，也等於是和9月18日─9月21日展示的CeBIT Asia進行正面對決[109]。
- 為了推展台灣的觀光產業，臺北市交通局首度在世貿中心信義路入口處，設置臨時旅遊服務中心，讓國際買主洽詢台灣旅遊相關資訊[110]。
- 因為展覽規模的擴增，也帶動鄰近各大飯店的住房率，尤以君悅、遠東飯店的房價，提升一倍以上，甚至連專門用於展示的宴會廳，也全部預約一空[111]。
- 除了英特爾、微軟、超微半導體以外，國際大廠如德州儀器、國家半導體等大廠，皆因為世貿三館的啟用而獲益[112]。
- 因為COMDEX的式微[113]，加上先前在上海剛結束的CeBIT Asia電腦展大幅衰退，以及台北世貿三館與展覽大樓二樓展場啟用的關係，規模也正式爬升為世界第二[114]。

#### 穩居世界第二
第二十四屆（2004年6月1日─6月5日）

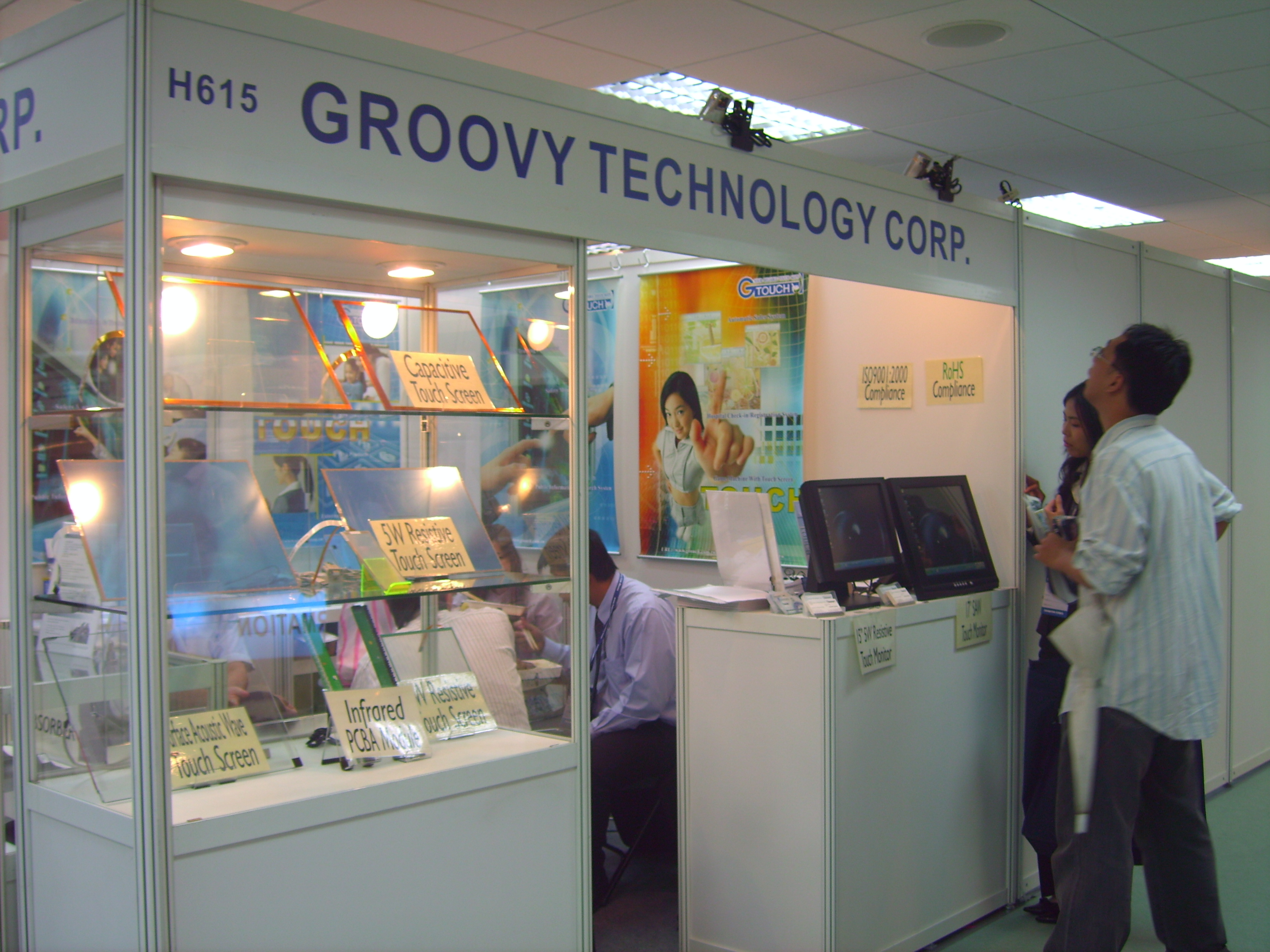
部分台灣代工廠商認為，國內業者參觀卷應該審慎發放，才能維持展覽的品質。

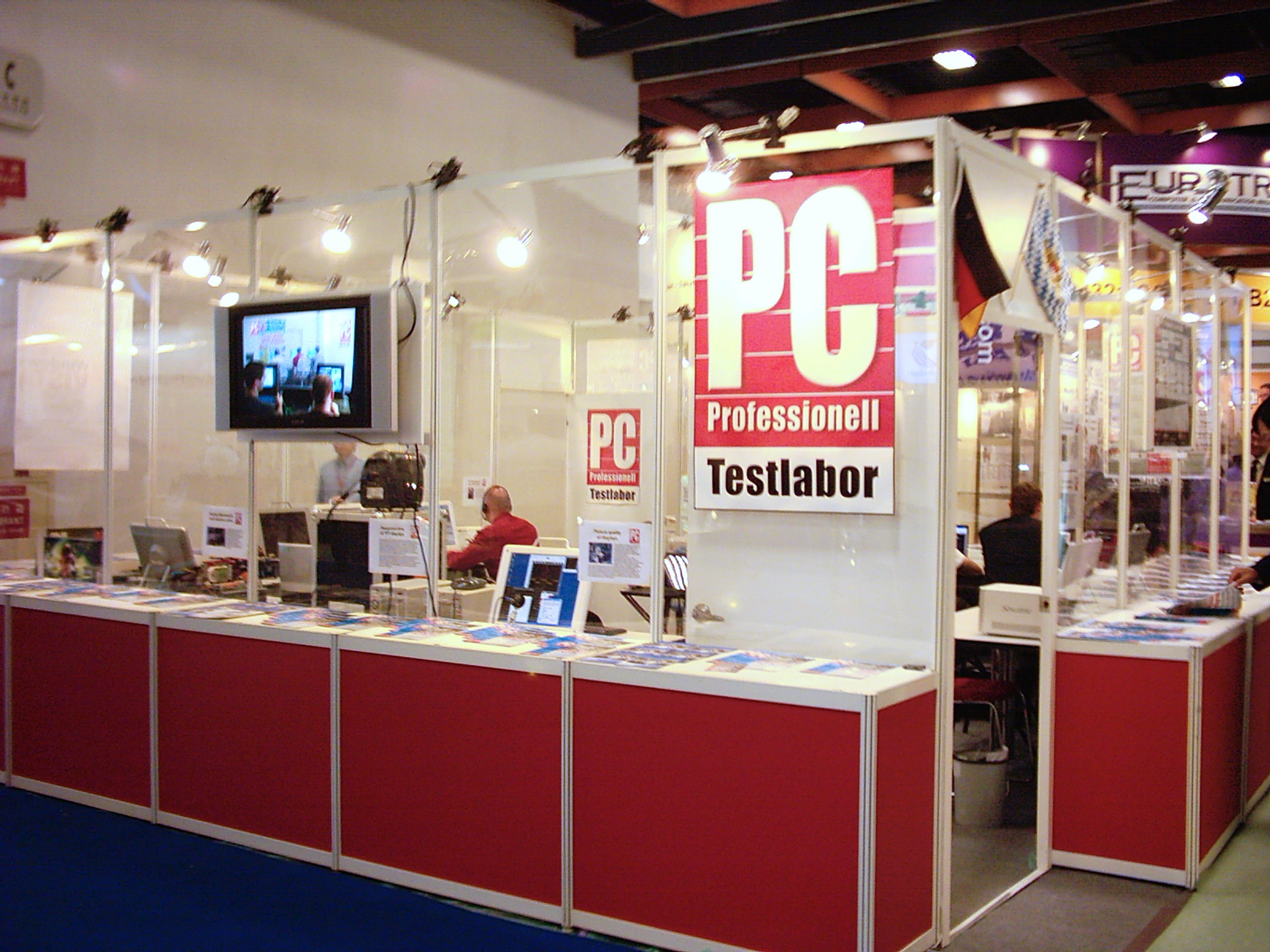
2005年設置的Live Test Center

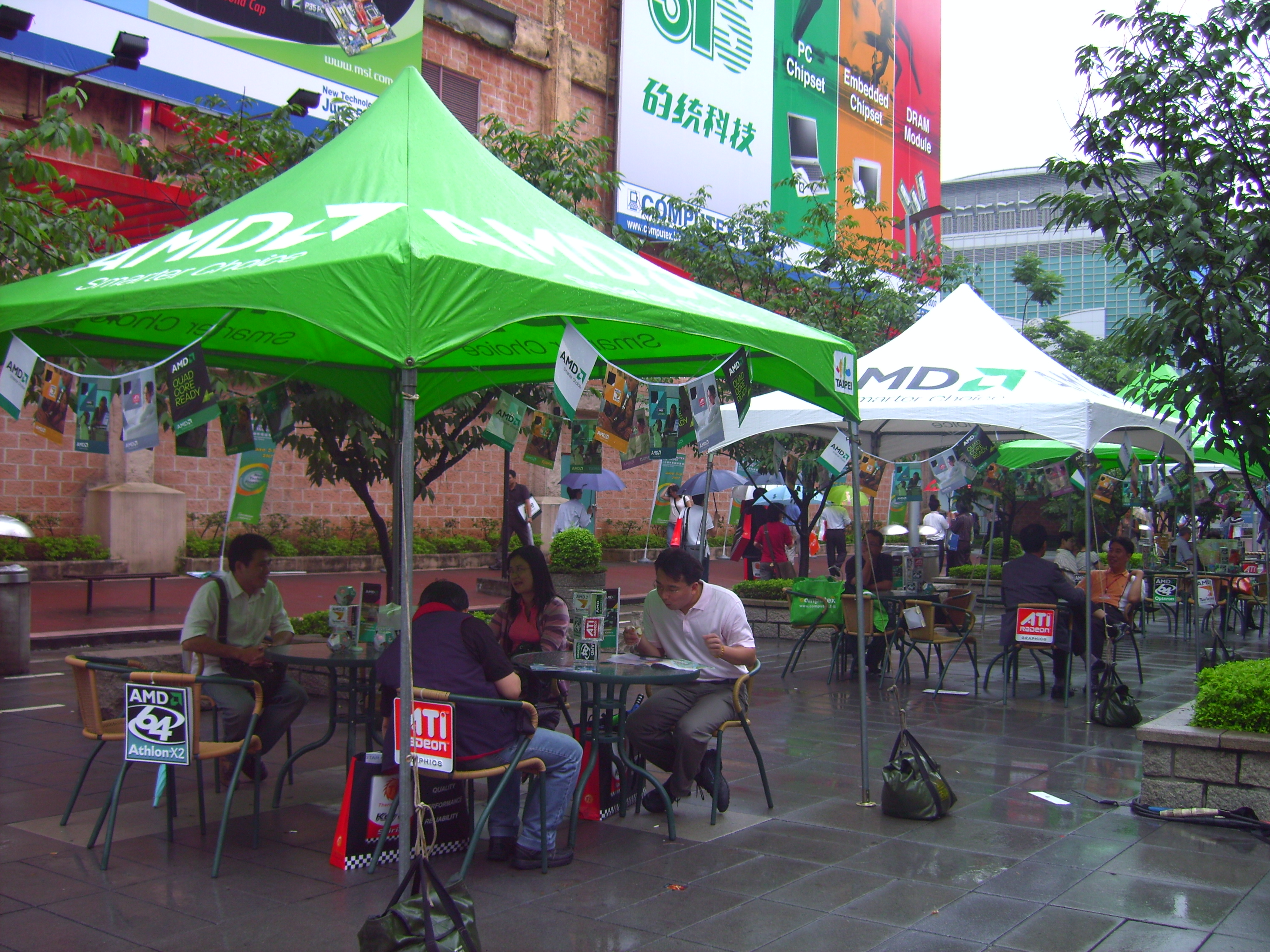
AMD在館外與Intel的競爭極為明顯

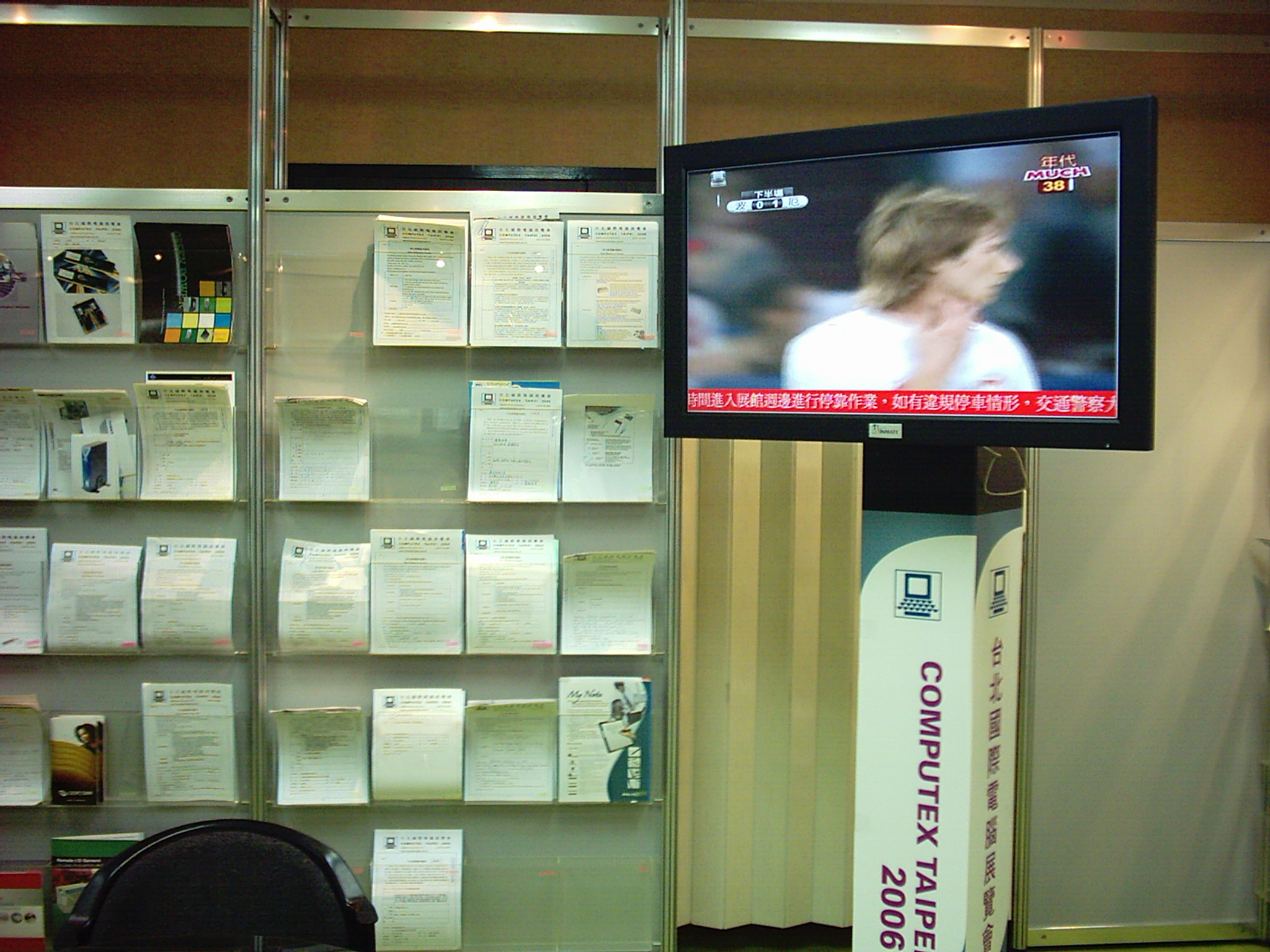
適逢世界盃足球賽的進行，記者室也提供觀賽的服務。

- 為了配合一般民眾參觀日的設置，而將展覽移至週二開始展出。
- 適逢2004年中華民國總統大選與總統陳水扁連任演講的關係，中共中央台辦經濟局拒絕中國大陸廠商來台參展，並且對媒體表示「這不關我們的事」來刻意敷衍，以淡化焦點。據傳，是因中共不滿選舉結果及陳水扁演講內容所致，這也是兩岸經貿的一大警訊[115]。
- 週邊交通問題仍是一大盲點，與台北101剛開幕時的狀況，展覽的交通有非常明顯的疏失，像是紅綠燈時間不一，公車長龍等問題，依舊存在[116]。
- 部分參展商廣泛發放「國內業者參觀券」，引起其他同業不滿；甚至有部分代工廠商因為抱怨「真正的買主減少了，歐巴桑卻一堆」，乾脆在一般民眾參觀日之前提前撤場[117]，也讓這項展覽蒙上一股陰影。

第二十五屆（2005年5月31日─6月4日）
- 首度設置國際買主參觀日，以提升展覽會場的商機洽談品質。
- 主辦單位與德國PC Professionell（德语：PC Professionell）電腦雜誌合作舉辦Live Test Center硬體測試會，在會場評估各家廠商的硬體設備。
- 亞太產業論壇自從2002年在東京首度舉辦後，為了配合電腦展的進行，第四屆的論壇在6月1日與6月2日於台北世貿一館會議室進行[119]。
- 因為上屆（2004年）的交通問題遭到各界抨擊，台北市政府警察局交通警察大隊進駐台北市市政大樓成立「交通應變中心」，並在展覽期間拉大管制範圍到南京東路、松德路、莊敬路、敦化南路、基隆路等外圍道路[120]。
- 雙核心時代競爭激烈，超微半導體與英特爾不同顏色的旗幟成為最醒目的焦點[121]。
- 展覽中首度爆出「借殼參展」的醜聞，台灣團結聯盟立法委員廖本煙向經濟部投資審議委員會檢舉九州風神工貿公司、佳禾電子及Wiretek等三家中國大陸廠商涉嫌違法招商[122]。但經過主辦單位的查證，違規者並非廖本煙指控的三家依照合法程序參展的中國大陸廠商，而是金河田科技和嘉晶電子。

COMPUTEX 2006 （2006年6月6日－10日）
COMPUTEX 2007 （2007年6月5日－9日）
COMPUTEX 2008 （2008年6月3日－7日）
- 擴大至台北世界貿易中心南港展覽館。
- 與德國iF國際論壇設計公司舉辦「台北國際電腦展創新設計獎」(COMPUTEX d&i awards)。

COMPUTEX 2009 （2009年6月2日－6日）
COMPUTEX 2010 （2010年6月1日－5日）
COMPUTEX 2011 （2011年5月31日－6月4日）
COMPUTEX 2012 （2012年6月5日－9日）
COMPUTEX 2013 （2013年6月4日─8日）
- 參展廠商共1,700家，使用5,000個攤位
- 訪客總計131,300人次
- 國際訪客38,300人次，來自173個國家。日本、中國、韓國訪客逐年增加。
- 國內訪客90,300人次
- 演講來賓162位，台下11,340人次
- 一對一採購洽談會，共1,400人次

COMPUTEX 2014 （2014年6月3日－7日）
COMPUTEX 2015 （2015年6月2日－6日）
COMPUTEX 2016 （2016年5月31日－6月4日）
- 新增InnoVEX新創展區於世貿三館[124]。

COMPUTEX 2017 （2017年5月30日－6月3日）
COMPUTEX 2018 （2018年6月5日－6月9日）
COMPUTEX 2019 （2019年5月28日－6月1日）
- 新增台北南港展覽館2館展區[125]
- 展前一天的國際記者會首次結合CEO Keynote，由超微半導體總裁暨執行長蘇姿丰演講並發表超微新產品。[126]
- 參展廠商共1685家，使用5,508個攤位。[127]

COMPUTEX 2020
- 原定2020年6月2日－6月6日舉辦。因COVID-19疫情影響，2020年6月12日宣布取消[128]。

COMPUTEX 2021 （2021年5月31日－6月30日）
- 首次線上線下整合展會。

COMPUTEX 2022 （2022年5月24日－5月27日）
COMPUTEX 2023 （2023年5月30日－6月2日）
COMPUTEX 2024（2024年6月3日－6月7日）
- 堪稱有史以來陣容最豪華的一次Computex，包含Nvidia執行長黃仁勳在6/2於台大體育館舉辦會前主題演講[129]。
- 官方演講全球晶片設計及製造龍頭也齊聚一堂，6/3官方開幕演講有AMD執行長蘇姿丰、高通執行長Cristiano Amon、6/4 Intel執行長基辛格[130]及聯發科執行長蔡力行、6/5為美超微執行長梁見後等。